# استان قم
استان قم یکی از استان‌های ایران است که در مرکز این کشور و در جنوب استان تهران، شمال استان اصفهان، شرق استان مرکزی و غرب استان سمنان واقع شده‌است. مرکز این استان، شهر قم است. این استان در یک منطقهٔ خشک و نیمه‌خشک واقع شده‌است و آب و هوای گرم و خشک دارد. مناطق جنوبی و غربی استان دارای آب و هوای کوهستانی و کوه‌های مرتفع است. مناطق شرقی، مرکزی و شمالی استان نیز دارای کویر و بیابان گسترده‌است که بزرگ‌ترین آن‌ها دشت مسیله است. استان قم از نظر وسعت پس از استان البرز کوچک‌ترین استان ایران است. استان قم دارای سه شهرستان است. شهرهای قم ، جعفریه و کهک و قاهان مهم‌ترین شهرهای استان به‌شمار می‌روند. از معروف‌ترین روستاهای استان قم می‌توان به کهندان، سنجگان، وشنوه، فردو، خاوه و کرمجگان اشاره کرد.
محدودهٔ گسترده‌ای از استان قم دارای آثار قدیمی قمرود است و عناصری را از روزهای اولیهٔ حضور در خود حفظ کرده‌است. باستان‌شناسان ادعا می‌کنند به علت وجود رودخانهٔ اناربار و وجود راه مواصلاتی منطقهٔ قم از دوران‌های اولیهٔ تاریخی بوده‌است.
مهم‌ترین عامل مؤثر بر وضع اقتصادی استان، صنعت گردشگری و به‌ویژه گردشگری مذهبی است و دلیل آن وجود حرم فاطمه معصومه و مسجد جمکران و شمار بسیاری از مزارهای امام‌زاده‌ها و علویان در استان است که در تمام فصول سال، پذیرای زائران بسیاری از نقاط مختلف ایران و دیگر کشورها است که این امر موجب رونق بازار کار و خدمات در این شهر شده‌است.

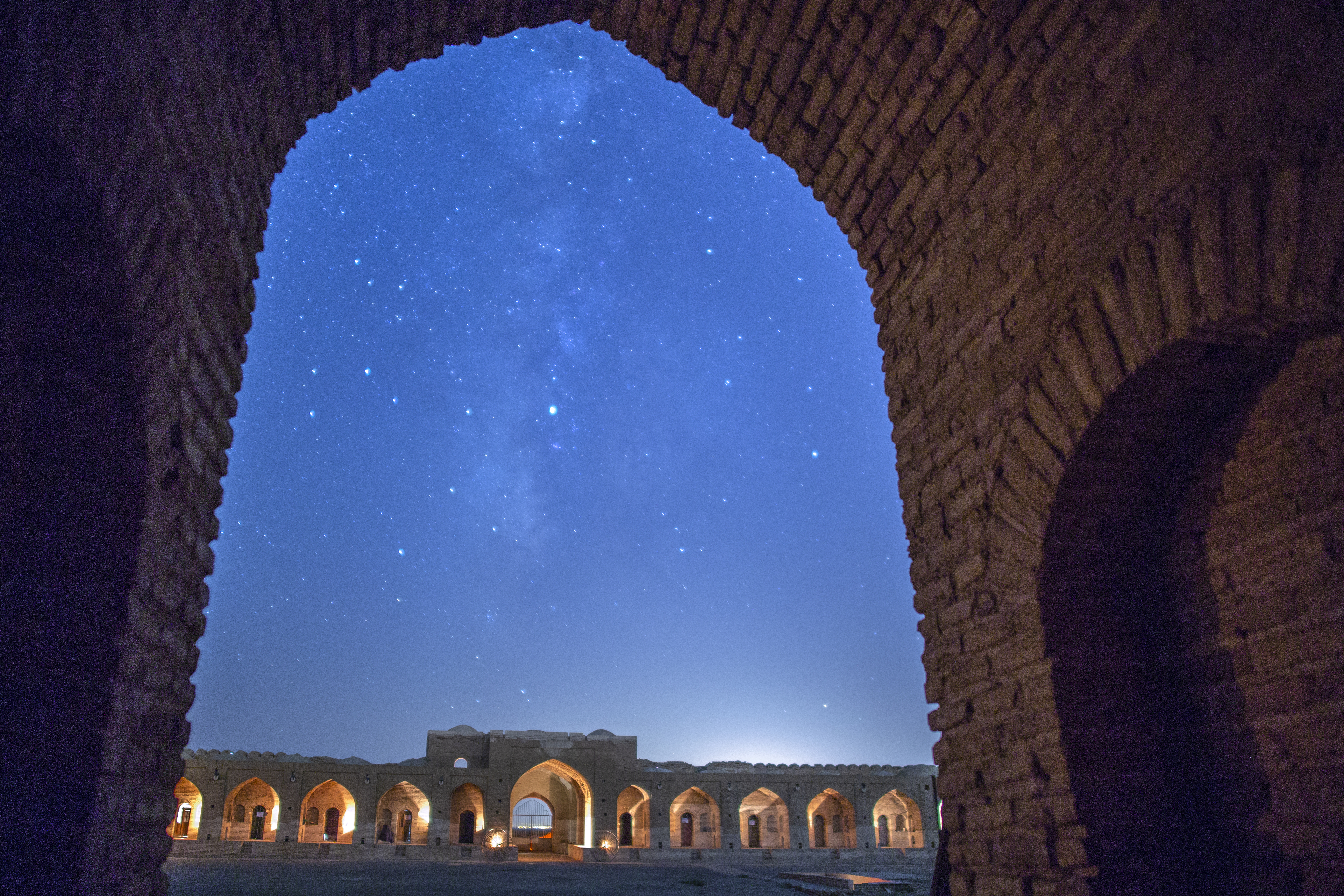
کاروانسرای ساسانی دیرگچین از جاذبه‌های گردشگری استان قم

در سال ۱۳۴۲ خورشیدی با شروع حرکت انقلابی روح‌الله خمینی از این شهر، قم به مرکزی فعال برای انقلاب مردم ایران تبدیل شد که درپایان در سال ۱۳۵۷ خورشیدی این حرکت توانست به براندازی نظام پادشاهی در ایران منجر شود و پس از تأسیس یک حکومت دینی در ایران، به‌دلیل نقش و اهمیت مذهبی قم، اهمیت آن در عرصهٔ سیاسی و اجتماعی افزایش یافت.
در تقسیمات کشوری ایران که در سال ۱۳۱۶ شکل گرفت، قم شهرستانی تابع استان مازندران (استان دوم) شد. در بیستم مهر ۱۳۲۶ به تصویب هیئت‌وزیران، استان مرکزی، به مرکزیت شهر تهران تشکیل شد و قم از مازندران جدا و به استان مرکزی ملحق شد. در سال ۱۳۵۶ استان‌های تهران و البرز کنونی تحت عنوان استان تهران جدا شده و استان مرکزی به مرکزیت اراک شکل گرفت. تا پیش از سال ۱۳۶۵ قم جزو استان مرکزی (اراک) بود که در این سال براساس مصوبهٔ مجلس شورای اسلامی، از این استان جدا، به استان تهران الحاق و پس از ده سال در سال ۱۳۷۵ خورشیدی، به استانی مستقل تبدیل گشت.
راه‌های مواصلات به استان قم آزادراه ۵، آزادراه ۷، بزرگراه ۵۶، جاده ۶۵ و جاده ۷۱ است.

## جغرافیایی

### موقعیت
استان قم ۱۱۲۴۰ کیلومتر مربع وسعت دارد. این استان میان ۵۱ و ۳۰ درجهٔ طول شرقی نسبت به نصف النهار گرینویچ و ۱۵ ۳۵ و ۲۴ ۱۵ درجهٔ عرض شمالی نسبت به خط استوا قرار گرفته‌است. استان از شمال به جلگهٔ ورامین و شهرری متصل است و دریاچهٔ نمک در شرق استان محل سرریز رودهای سرچشمه گرفته از کوه‌های البرز مانند جاجرود است.

### اهمیت

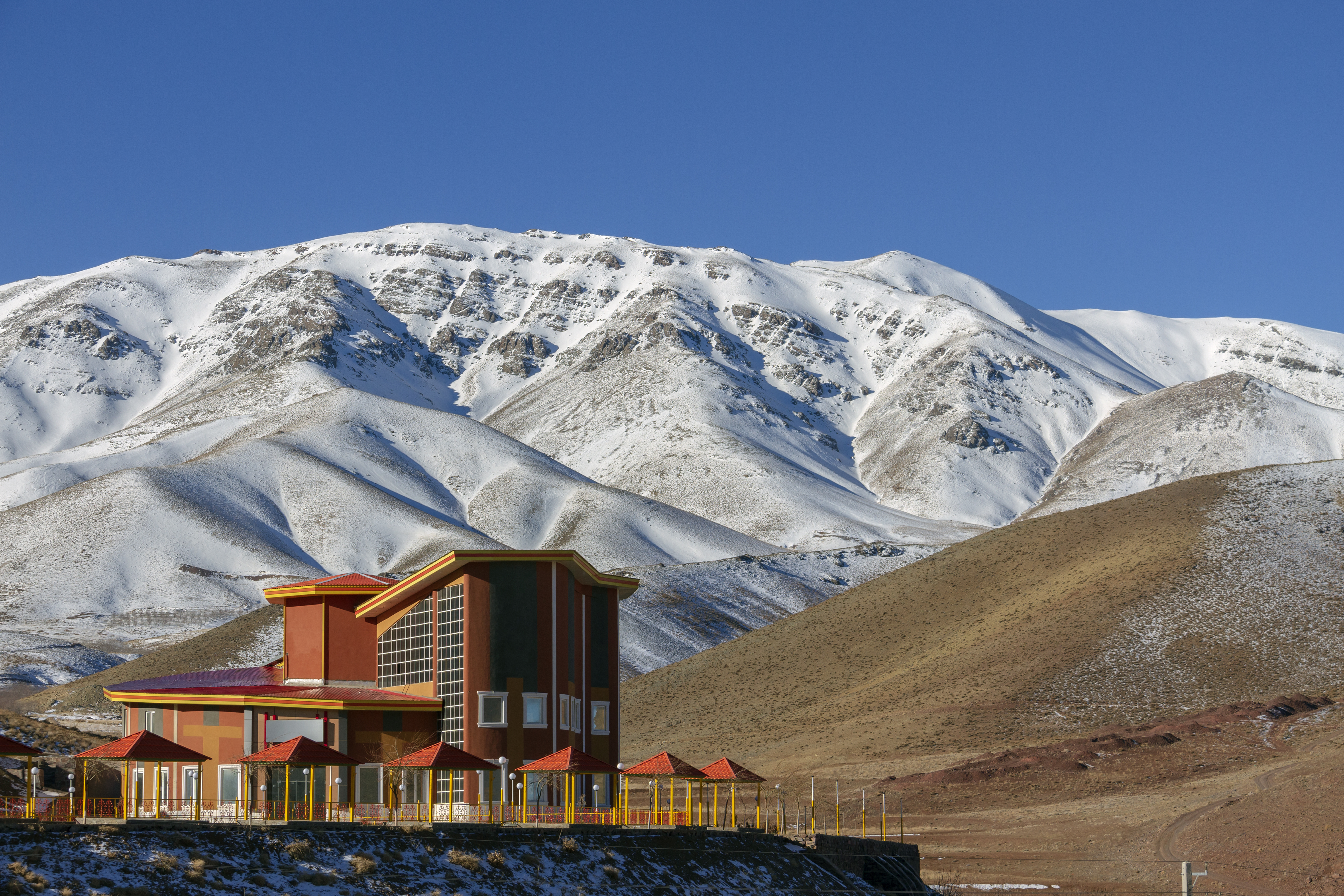
تصویری از یک مجتمع توریستی تفریحی واقع در استان قم

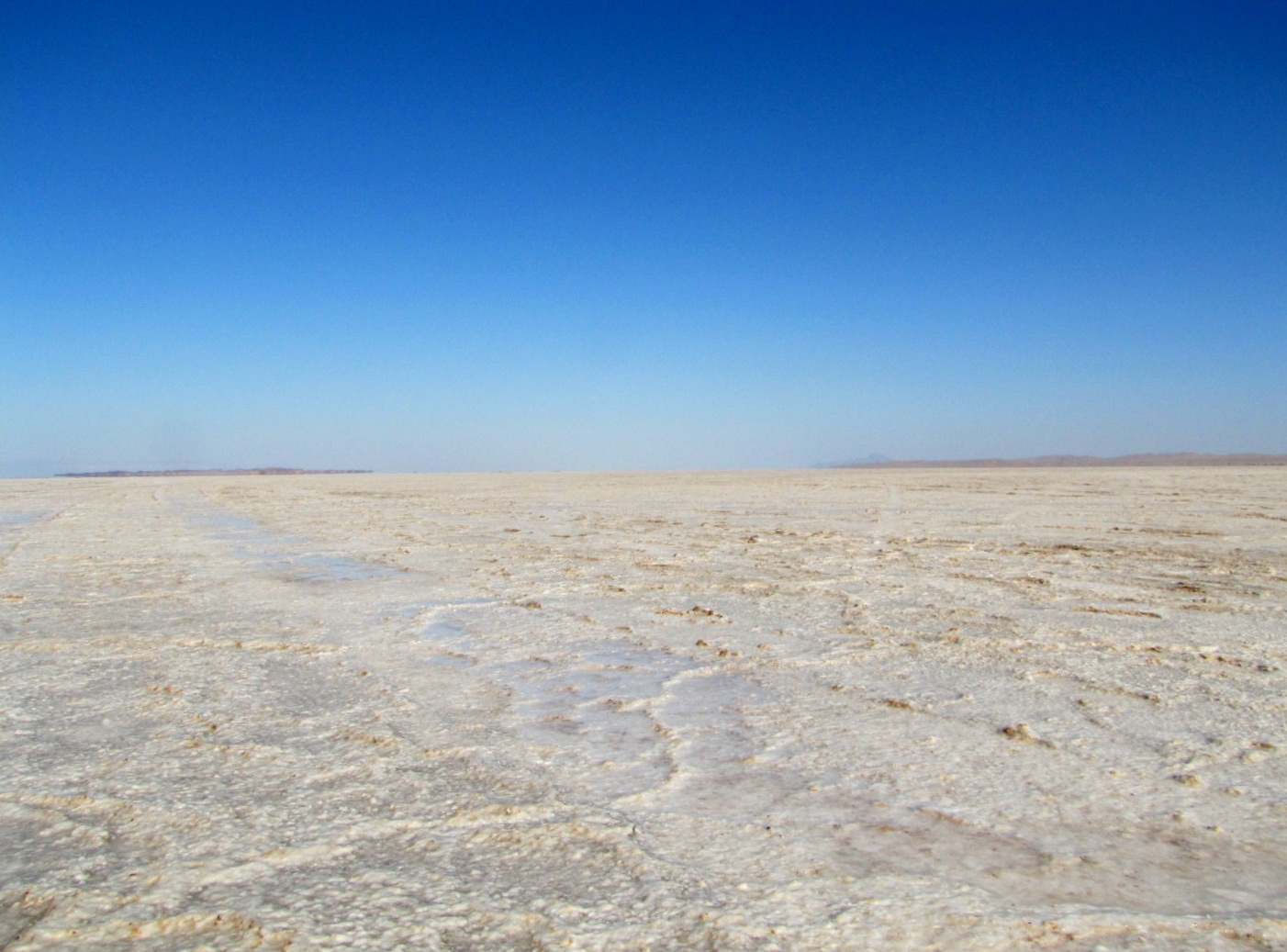
بیابان‌های شرق استان

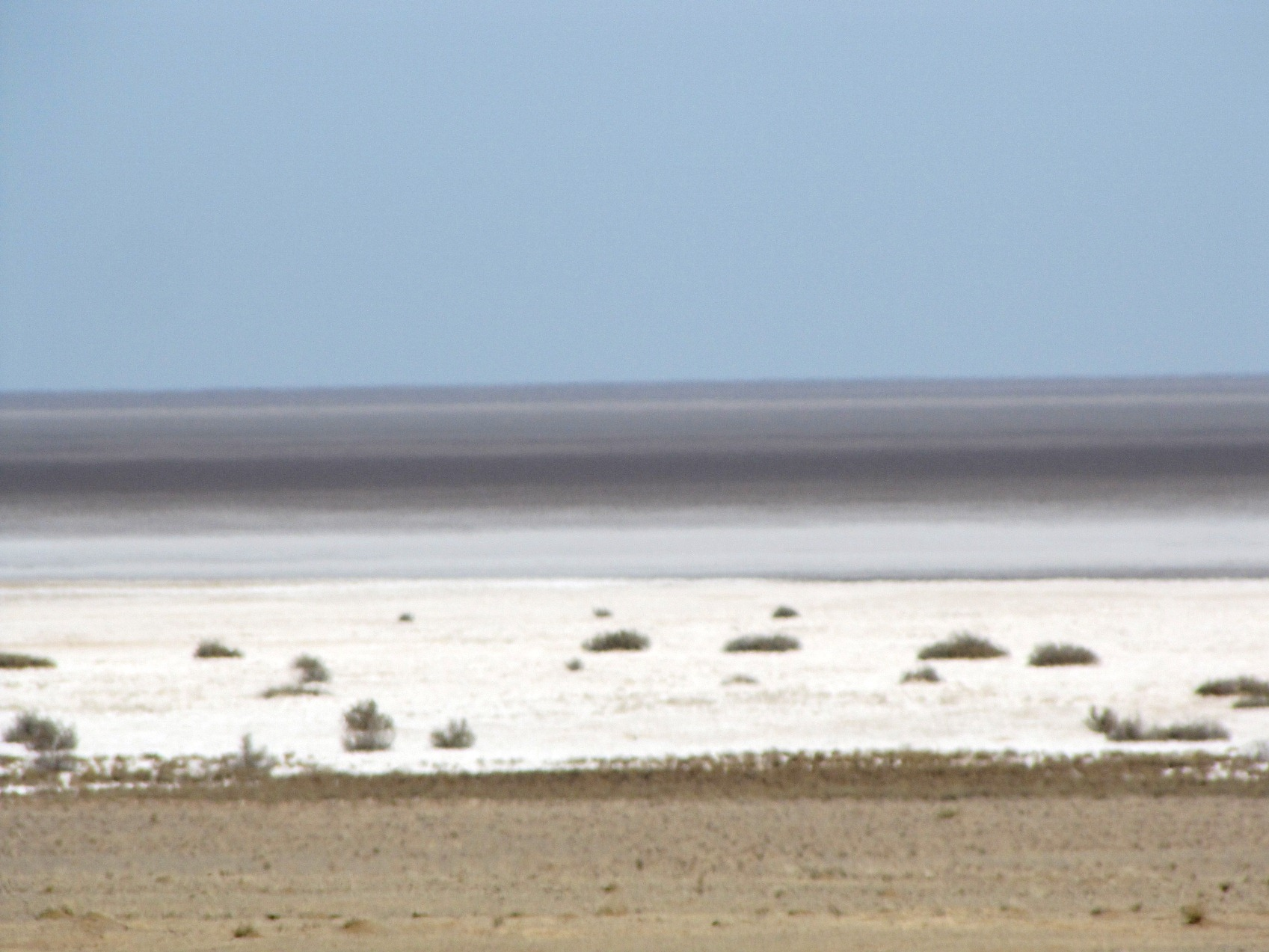
دریاچه نمک در شرق استان

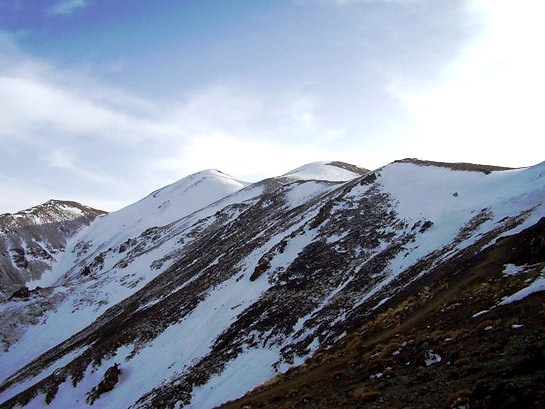
کوه برف‌انبار در جنوب قم

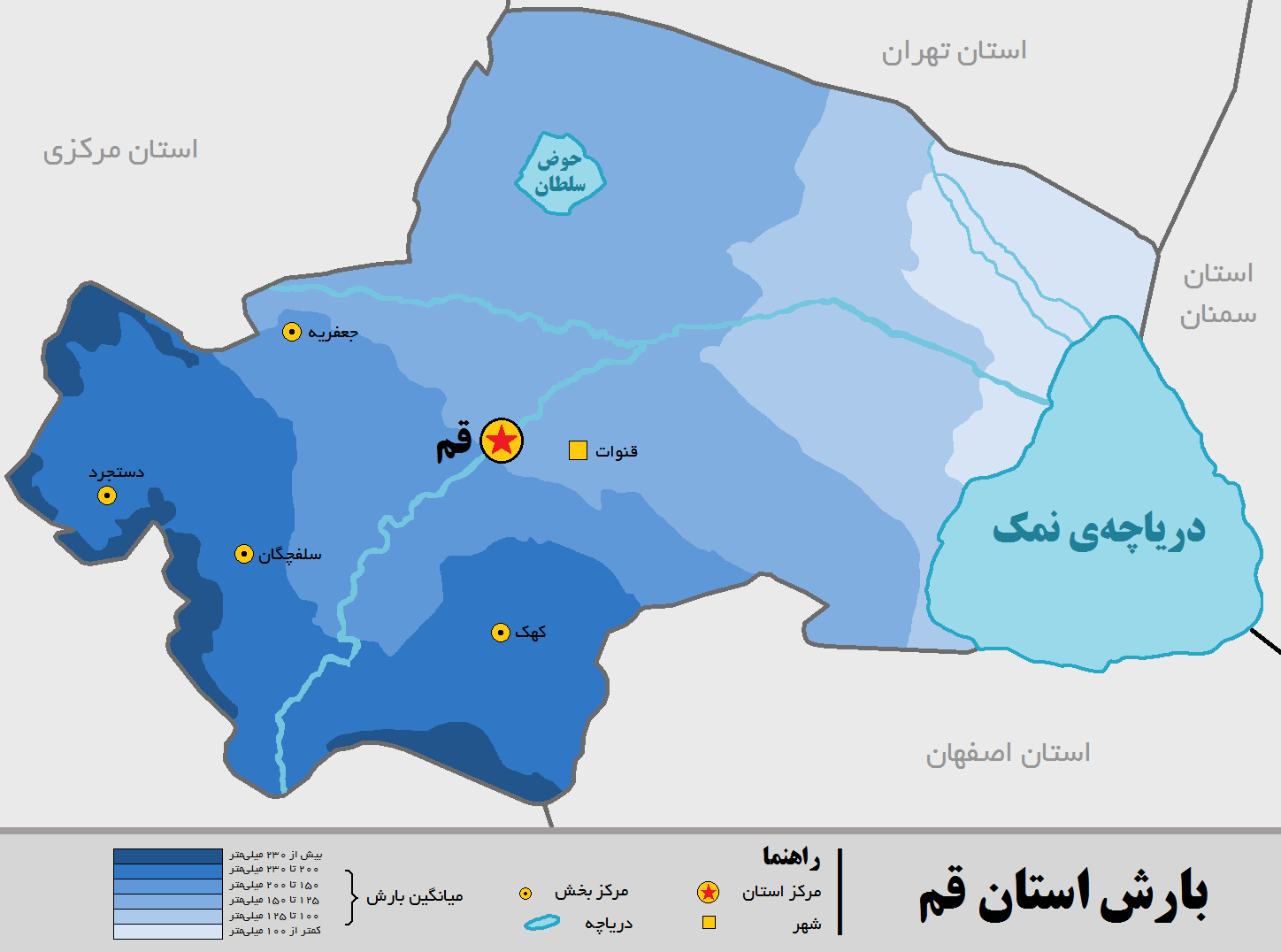
نقشه میزان بارندگی سالیانه در استان قم

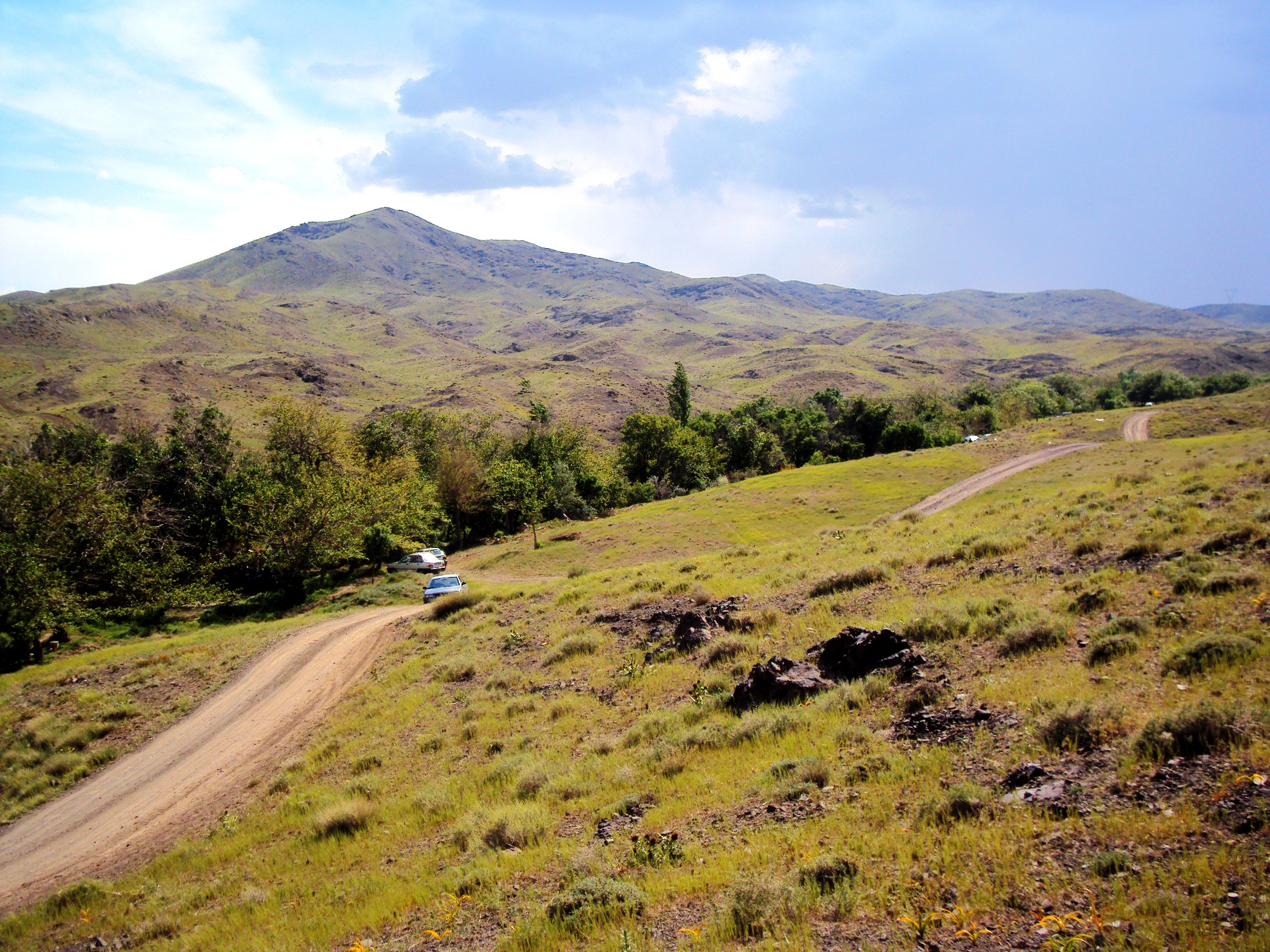
پوشش گیاهی در جنوب و غرب استان متراکم‌تر و در شرق، مرکز و شمال آن تنک است.

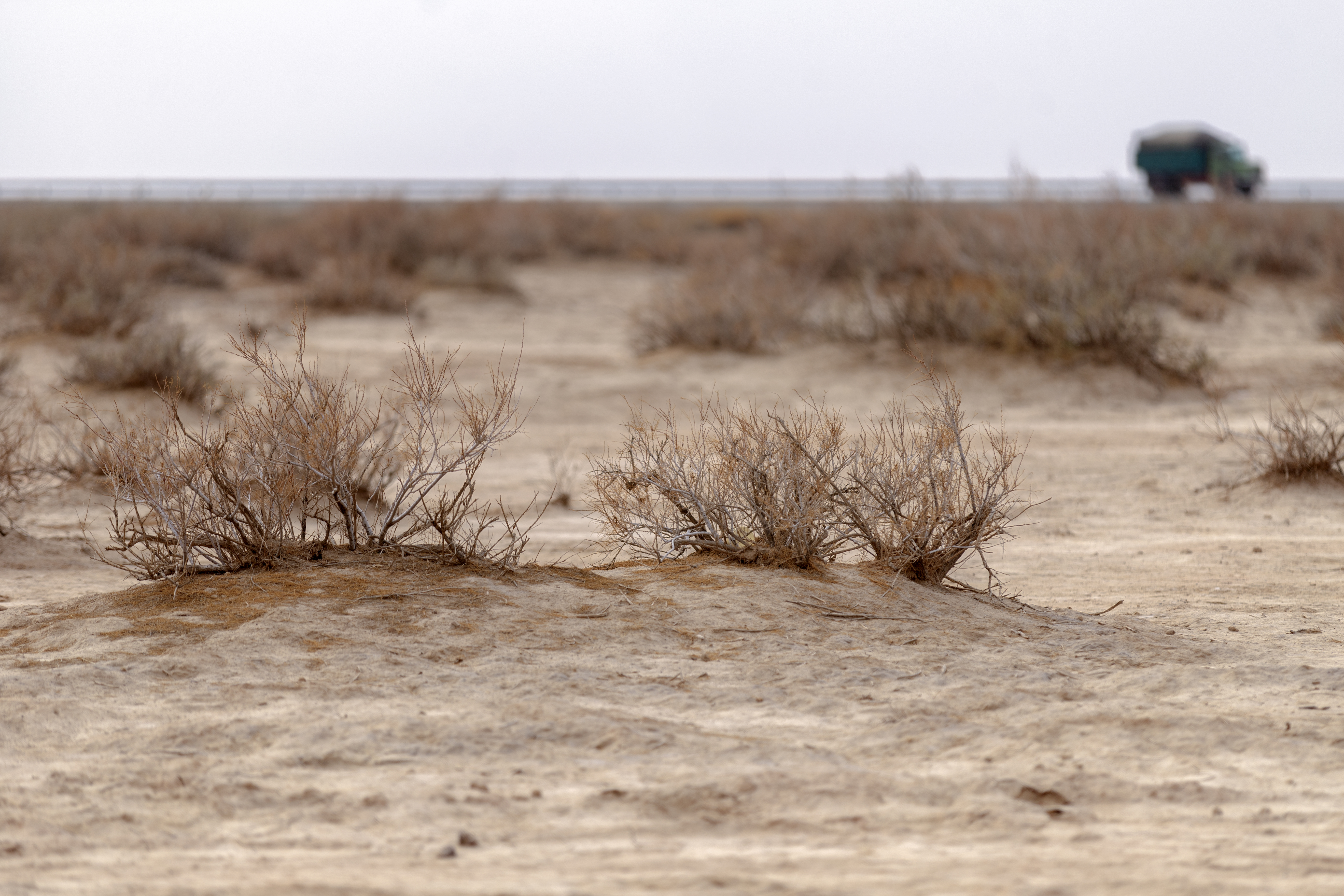
پوشش گیاهی درخت گز، تالاب مره در پارک ملی کویر (بخش استان قم)

سرزمین قم از نظر اقتصادی از اهمیت منحصربه‌فردی برخوردار است زیرا این استان از یک سو در میان استان‌های صنعتی ایران همچون تهران، اراک، اصفهان و … واقع شده و از سوی دیگر شاهراه رابط میان استان‌های جنوبی به استان‌های شمالی و استان‌های شرقی به استان‌های غربی کشور می‌باشد. همچنین این استان به سبب وجود بزرگ‌ترین حوزه علمیه ایران و بارگاه حضرت معصومه، از نظر مذهبی نیز حائز اهمیت بوده و دومین شهر زیارتی کشور ایران محسوب می‌شود. در واقع به‌دلیل همین موقعیت ویژه، این استان همواره در طول تاریخ یکی از مهاجرپذیرترین مناطق کشور بوده‌است. بیشتر مهاجران را طلبه‌های حوزه‌های علمیه تشکیل می‌دهند که بسیاری از آنان به همراه خانواده‌های خود به قم مهاجرت نموده‌اند.

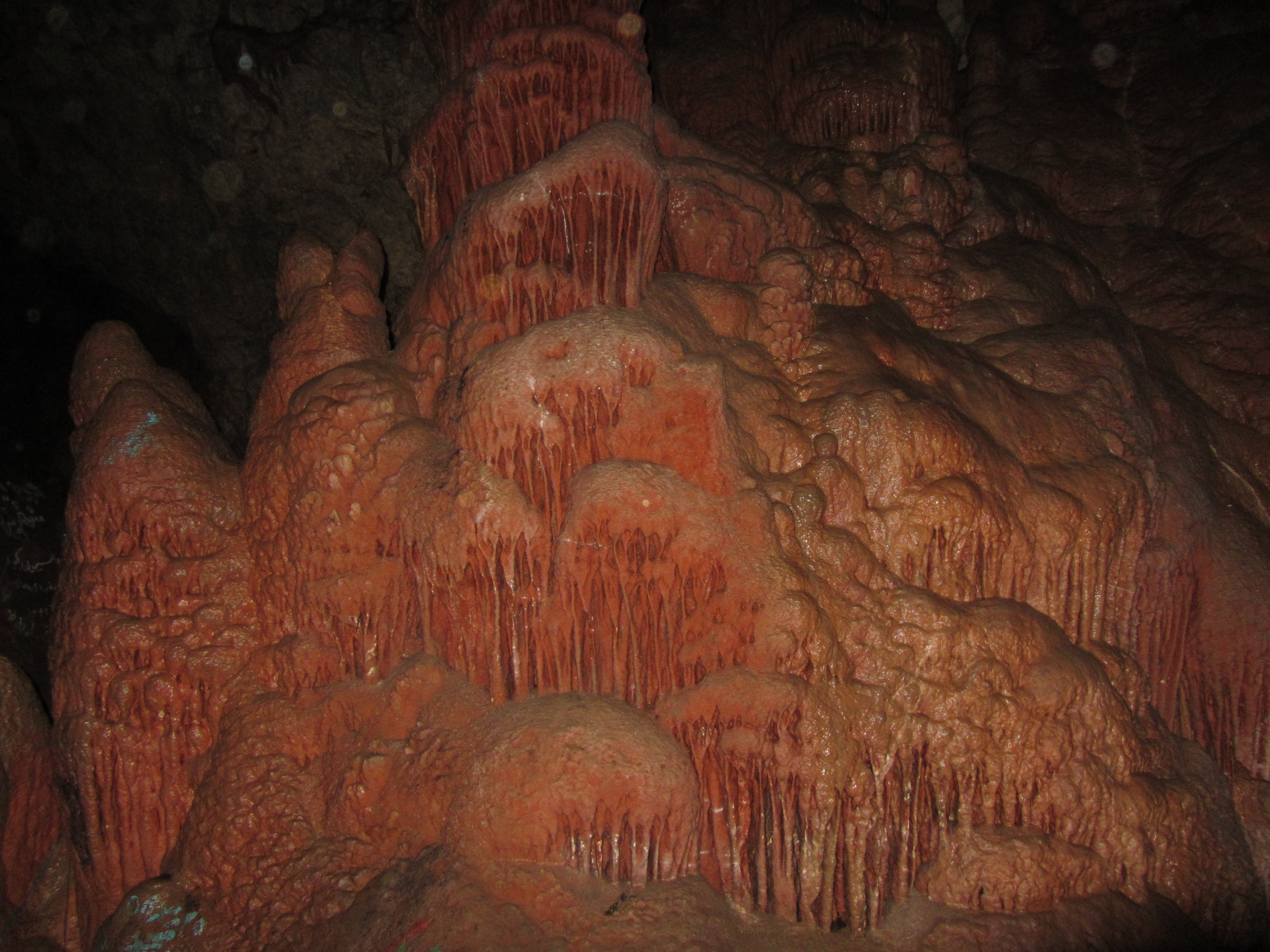
رسوب‌های غار کهک در جنوب استان قم

### زمین‌شناسی

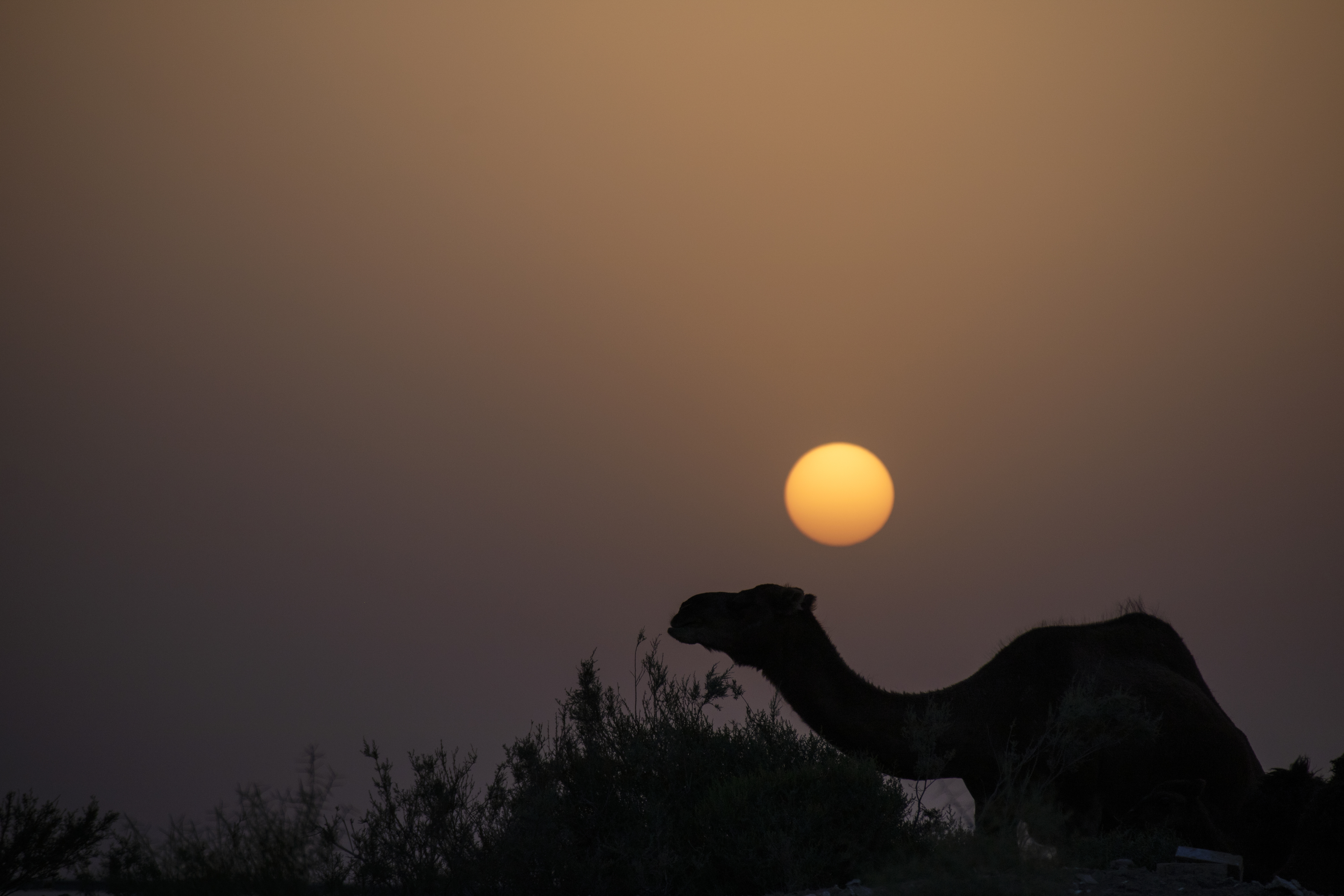
شترها در پارک ملی کویر که بخشی از آن در استان قم واقع شده.

رسوبات ائوسن در ایران مرکزی نسبت به هم فاصله دارند و به عبارت دیگر به حالت پراکنده‌اند. به عقیدهٔ گانسر (۱۹۵۹)، قدیم‌ترین رسوبات ائوسن فسیل‌دار این ناحیه به لوتسیسن تعلق دارد. در حالی که رسوبات ائوسن فوقانی گسترش بسیار کمتر و محدودتر دارند. در جنوب قم، ضخامت سنگ‌های ائوسن به ۲۰۰۰ متر می‌رسد و کوه‌های مرتفعی در منطقه تشکیل می‌دهد که می‌توان آن‌ها را تناولی از مواد آتشفشانی و رسوبی دانست. گانسر (۱۹۵۹)، رسوبات آهکی توسین این منطقه را به صورت عدسی‌هایی در درون سنگ‌های بازالتی گزارش کرده‌است.
از نظر زمین‌شناسی، در دوران سوم بخش مهمی از نواحی اطراف قم بواسطه دریای بزرگ مدیترانه مرکزی پوشید بوده‌است. (دریای مدیترانه مرکزی دریای گسترده‌ای بوده که در دوران سوم زمین‌شناسی بخش مهمی از کره زمین مانند اسپانیا، جنوب فرانسه، آسیای صغیر، ایران و هندوستان را می‌پوشانده). رسوبات و ته‌نشین‌های دریای مزبور اکنون در اطراف کوه‌های شاه جمال، نرداغی، دوبرادران، خضر، کیکویه و دیگر کوه‌های شهرستان قم دیده می‌شود. آثار دریای مزبور در نقاط نامبرده همان رسوبات (گریه یا سنگ ماسه عبارت است از سنگ‌های سختی که از ماسه‌های بسیار ریزی به وجود آمده باشد) و (مارن ترکیبی است از سیلیکات مضاعف آلومینیوم و کلسیم یا به عبارت دیگر رس مخلوط با آهکی است که خواص ظاهری آن چسبندگی و جاذبه الرطوبه بودن است)، کالکر (آهک) و برخی اوقات سنگ‌های گچی و سنگ‌های نمکی می‌باشند که متعلق به دوره میوسن از دوران سوم است.

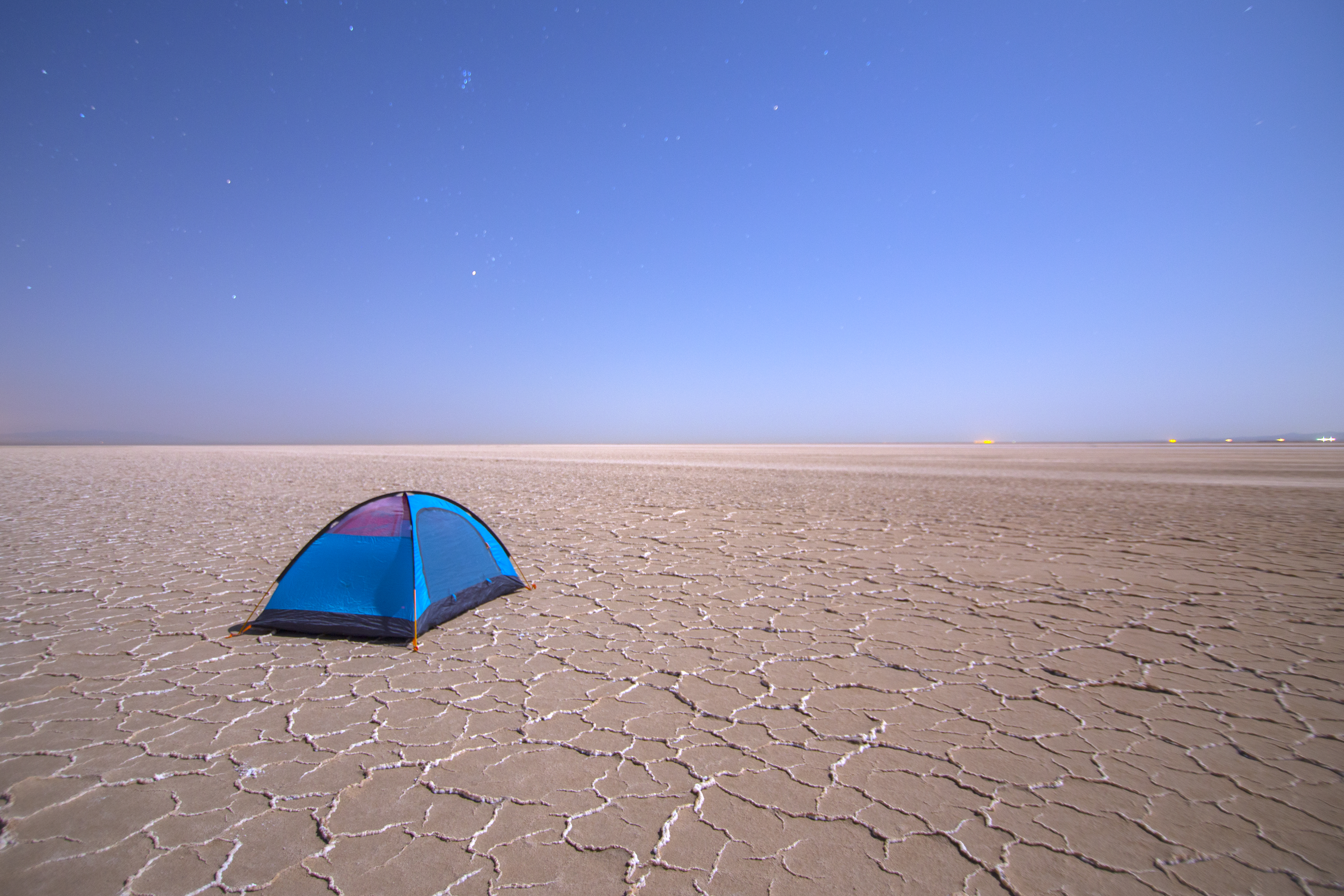
نمایی شبانه از دریاچه نمک حوض سلطان قم

### توپوگرافی
استان قم به‌طور متوسط ۹۳۰ متر از سطح دریا ارتفاع دارد که در پست‌ترین نقطهٔ حاشیهٔ کویر ۸۰۰ متر و در بلندترین نقطهٔ به قله برف انبار با ارتفاع ۳۲۰۰ متر می‌رسد.

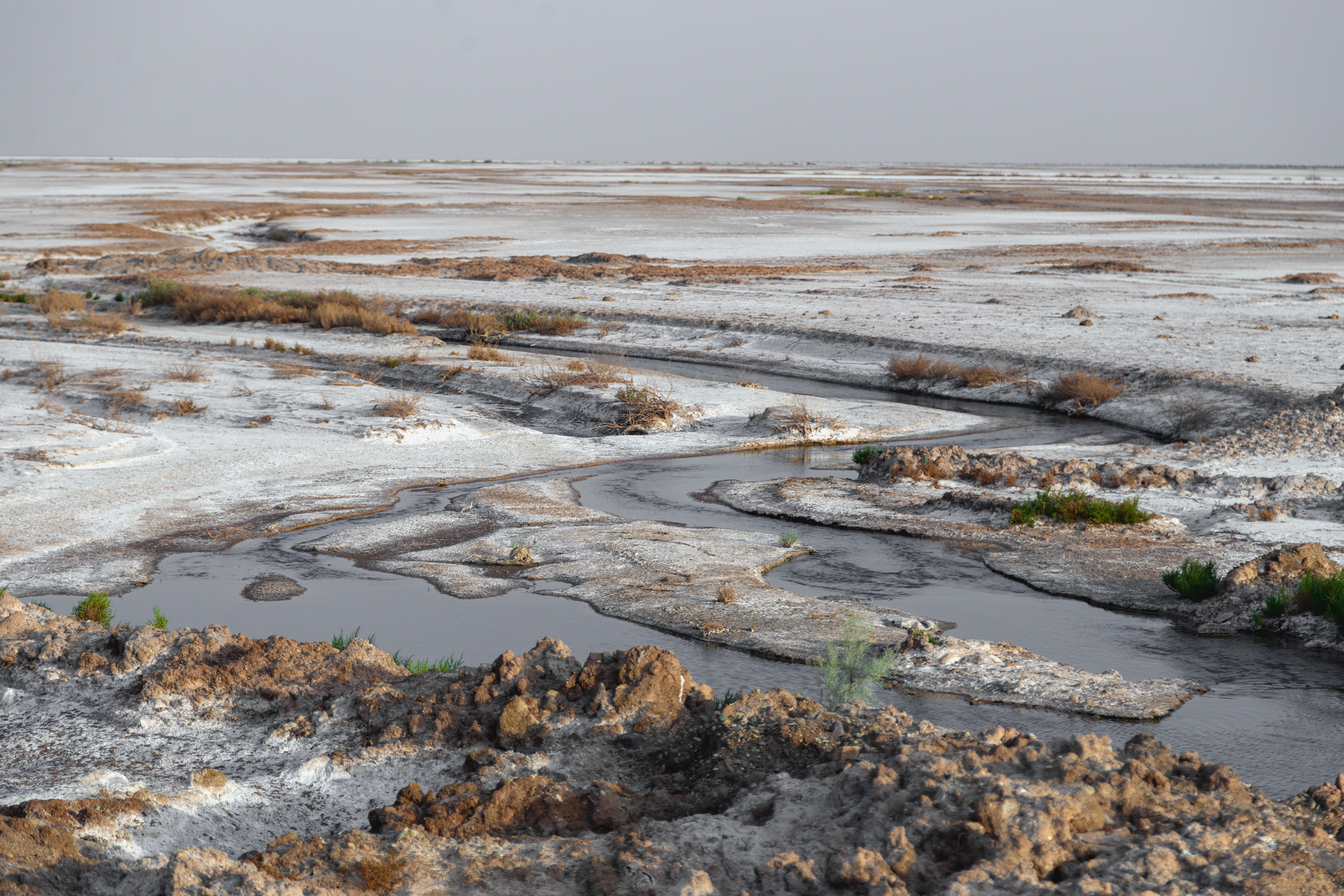
تصویری از تالاب مره در پارک ملی کویر، بخش استان قم

### آب و هوا
استان قم با توجه به اختلاف بسیار ارتقاء (از ۸۰۰ تا ۳۲۰۰ متر) از سطح دریا، دارای اقلیم‌های متفاوت و گوناگون است که عبارتند از:
- اقلیم گرم و خشک
- اقلیم نیمه‌خشک
- اقلیم مدیترانه‌ای
- اقلیم نیمه‌مرطوب[۱۲]

از نظر عرض جغرافیایی استان قم در عرض‌های میانی نیم‌کرهٔ شمالی واقع است؛ بنابراین باید آب و هوای معتدل داشته باشد ولی دخالت عواملی همچون نزدیکی به کویر و عامل ارتفاع باعث پیدایش تغییرات و تفاوت‌هایی در آب‌وهوای آن شده‌است. به‌طوری‌که تأثیر ارتفاع در نواحی جنوبی و غربی استان بسیار بوده و کاهش چشمگیر دما و افزایش بارش در ارتفاعات به چشم می‌خورد. کل استان به‌دلیل دوری از دریا رطوبت هوای کمی دارد. بادها به‌دلیل تأثیر بر روی دما، تبخیر و بارندگی یک عامل مهم و مؤثر بر آب‌وهوای استان به حساب می‌آیند. بادهای غربی و شرقی از بقیه مهم‌ترند ولی اهمیت بادهای شرقی از بادهای غربی هم بیش‌تر است. بادهای شرقی از طرف بیابان‌های مرکزی ایران به نواحی مرکزی و شرقی استان می‌وزند و به‌دلیل آن که از بیابان می‌وزند (به‌ویژه در فصول پاییز و بهار) خشکی و گردوغبار فراوان به همراه دارند و باعث آلودگی سطح شهر قم می‌شوند. در فصل زمستان گاهی بادهای شمال شرقی به درون استان وزیده و باعث افت شدید دما می‌شود و پدیده‌ای اصطلاحاً به نام سرماخشکه به وجود می‌آورند. بادهای غربی نیز به‌ویژه در فصول پاییز و زمستان استان را تحت تأثیر قرارداده و بیشتر باعث بارندگی در سطح استان می‌شوند. جهت وزش بادهای غالب در استان قم جهت شرقی است.
میان نواحی کوهستانی و کوهپایه‌ای استان، نسیم کوه و دره و بالعکس نیز جریان دارد که جنبهٔ محلی داشته و در روز و شب جهت آن‌ها عوض می‌شود.
براساس آمار و اطلاعات، میانگین بارندگی سالیانه در سطح استان قم در یک دورهٔ ده‌ساله ۱۳۵ میلی‌متر بوده که این میزان نیز به علت اختلاف ارتفاع در نواحی مختلف متفاوت است. هر قدر که از غرب به شرق و از جنوب به شمال استان حرکت کنیم از مقدار بارش کاسته می‌شود. پراکندگی بارش سالانه در سطح استان به گونه‌ای است که ۷۴ درصد بارش سالانه در فصول بهار و زمستان بوده و کم‌باران‌ترین فصل سال تابستان با بارش حدود ۹٫۱ میلی‌متر است.. با درنظرگرفتن میزان اندک بارش در استان به علت هم جواری با مناطق کویری و وزش بادهای گرم و خشک از طرف کویر میزان متوسط تبخیر سالانه در حدود ۳۰۰ میلی‌متر برآورد شده‌است.
یکی از ویژگی‌های بارز مناطق بیابانی سرمای شدید زمستان و گرمای بالای تابستان می‌باشد به‌طوری‌که بنابر آمار ارائه‌شده متوسط حداقل درجه حرارت سردترین ماه سال ۵٫۱۶ـ و متوسط حداکثر گرم‌ترین ماه سال ۴۲٫۵ درجه و حداکثر مطلق درجه حرارت هوا ۴۹ درجه در ماه‌های تیر و مرداد و حداقل آن ۲۴ـ درجه در بهمن ماه است. با توجه به ویژگی خاص توپوگرافی در مناطق مختلف استان، اختلاف دمای محسوسی به چشم می‌خورد؛ به‌طوری‌که هر چه از جنوب به طرف شرق و شمال استان حرکت کنیم بر مقدار دمای هوا افزوده و از شمار روزهای یخبندان و شمار روزهای ابری سال کاسته می‌شود.

### آب‌ها
به‌دلیل ویژگی‌های طبیعی، استان با کمبود منابع آب سطحی و زیرزمینی مواجه است. رودخانه‌های قمرود و قره‌چای جریان‌های دائمی و سطحی را تشکیل می‌دهند که با احداث سدهای ۱۵ خرداد و قره‌چای بر روی آن‌ها در سالیان اخیر مهار شده‌اند. رودخانه‌های سلمان، زواریان، قره‌سو، طغرود، جهرود و فردو دیگر رودخانه‌های مهم استان هستند.
از ۲۷۰ حلقه چاه عمیق، ۱۲۷ چاه نیمه عمیق، و شمار بسیاری قنات و چندین دهنه چشمه در سطح استان، آبی معادل ۶۴۰ میلیون متر مکعب در سال برداشت می‌شود.

### پوشش گیاهی
حوزهٔ شهرستان قم دارای یک میلیون هکتار مرتع است که از این مقدار ۲ درصد مراتع درجه یک، ۴ درصد مراتع درجه دو، ۱۵ درصد مرتع درجه سه، ۴۵ درصد مراتع درجه چهار و ۳۴ درصد مراتع درجه پنج‌اند. گونه‌های گیاهی با توجه به اقلیم منطقه شامل انواع گیاهان شورپسند، گز، تاغ، درمنه‌ها و دیگر گونه‌های خشک‌پسند هستند.

### کویر نمک
کویر نمک در شرق قم می‌باشد که همان دریای خشک شده قدیمی است که به تدریج آب آن‌ها تبخیرشده و املاح در آن‌ها رسوب نموده‌است. این کویر میان خراسان و سیستان و قم و کاشان و یزد واقع است و در برخی نقاط آن رشته‌های منفردی از کوه‌های اطراف پیش آمده تشکیل نواحی کوهستانی خیلی خشک می‌دهد جز در فصل زمستان آبی که در این کویر نمی‌توان یافت. در هنگام تابستان به جای آب ورقه‌های نمک جلب نظر می‌کند و چون هوا در این ناحیه خیلی خشک است اختلاف درجه حرارت در آن بسیار است؛ مثلاً در روز حرارت به ۷۰ درجه و شب تا صفر درجه تنزل می‌کند. به همین علت سنگ کوه‌های آن بر اثر اختلاف درجه هوا متلاشی شده به صورت شن و سنگریزه درآمده است و در هنگام وزش باد توده‌های عظیم شن مانند امواج دریا به حرکت درآمده و تشکیل تپه‌ها و ماهورهای موقتی می‌دهد که گاهی ارتفاع برخی از آن‌ها به چهل متر و طولش به چند کیلومتر می‌رسد و به همین علت به آن‌ها ریگ روان می‌گویند و بیشتر سبب گمراهی و هلاکت مسافر می‌شود. اطراف کویر در برخی از روزها بر اثر بدهای شدید ذرات نمک مخلوط شن و ماسه به هوا برده و این ناحیه را تیره و تار می‌کند، کویر لوت در جنوب شرقی کویر نمک قرار دارد.
در کویر نمک انواع معادن از طلا، نقره، مس، سرب، پنبه کوهی، آهن، زغال‌سنگ و سنگ لاجورد پیش‌بینی می‌شود.

### کوه‌های قم
کوه‌هایی که در اطراف کنار رودخانه قم قرار گرفته‌اند
۱-سفید کوه یا منظریه در ۳۰ کیلومتری قم
۲- سیاه کوه در ۳۰ کیلومتری قم
۳- گل تپه در ۳۲ کیلومتری قم
۴- کوه محمودآباد در ۴۰ کیلومتری قم
۵- کوه نمک در ۲۰ کیلومتری قم
۶- کوه شاهجرد در ۳۲ کیلومتری قم

## کوه‌هایی که در حوزه مرکزی قرار گرفته‌اند
۱- کوه یزدان در ۱۱ کیلومتری غربی قم (۳ فرسخ طول نیم فرسخ عرض و ۱۳۰۰ دره) چشمه‌سارهای کوچک دارد قشلاق طایه زند بوده- یزدان فازار رئیس شهر قم در دامنه کوه منزل داشته و این کوه را مرتع حشم خود قرار داده بود و ارتفاع آن ۱۵۳۳ متر دارای موقعیت مذهبی و آثار دینی زردشت هم در آن پیداست.
۲- کوه کلاه قاضی در یک فرسخی واقع شده. قنات ناصری از کنار این کوه جاری است. کوه خضر- کوه دو برادران نیز از این سری کوه‌ها هستند.

## پیشینه

### پیش از اسلام
پیشینهٔ قم به دوران ساسانی بازمی‌گردد اما مهم‌ترین روی‌داد تاریخ قم اسلام آوردن مردم آن و پذیرش تشیع بود. قم در سال ۲۳ ه‍.ق به دست ابوموسی اشعری فتح شد و قم به پناهگاه شیعیان و مخالفان خلفای اموی و عباسی تبدیل شد. پس از پذیرش اسلام و تشیع از سوی مردم قم، سرنوشت سازترین رخداد تاریخ قم، آمدن فاطمه معصومه به این شهر است. چرا که پس از وفات او و دفن در شهر قم به‌عنوان یک مرکز دینی و مذهبی برای شیعیان تبدیل شد و در دوره‌های بعد به‌دلیل اهمیت مذهبی این شهر به بزرگ‌ترین حوزهٔ تعالیم دینی و مذهبی در ایران تبدیل شد.

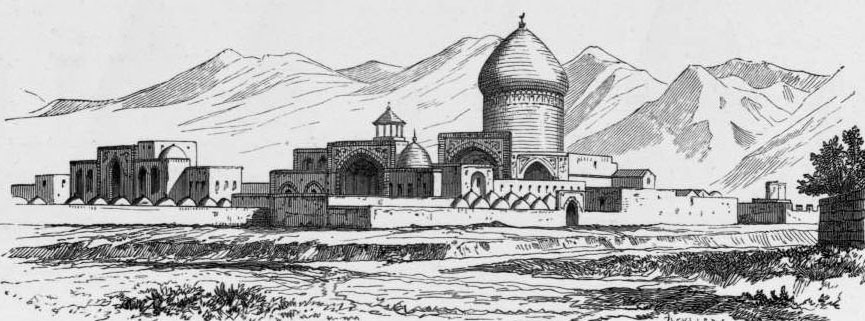
نمای حرم فاطمه معصومه در سال ۱۸۴۰ م. اثر پاسکال کوست

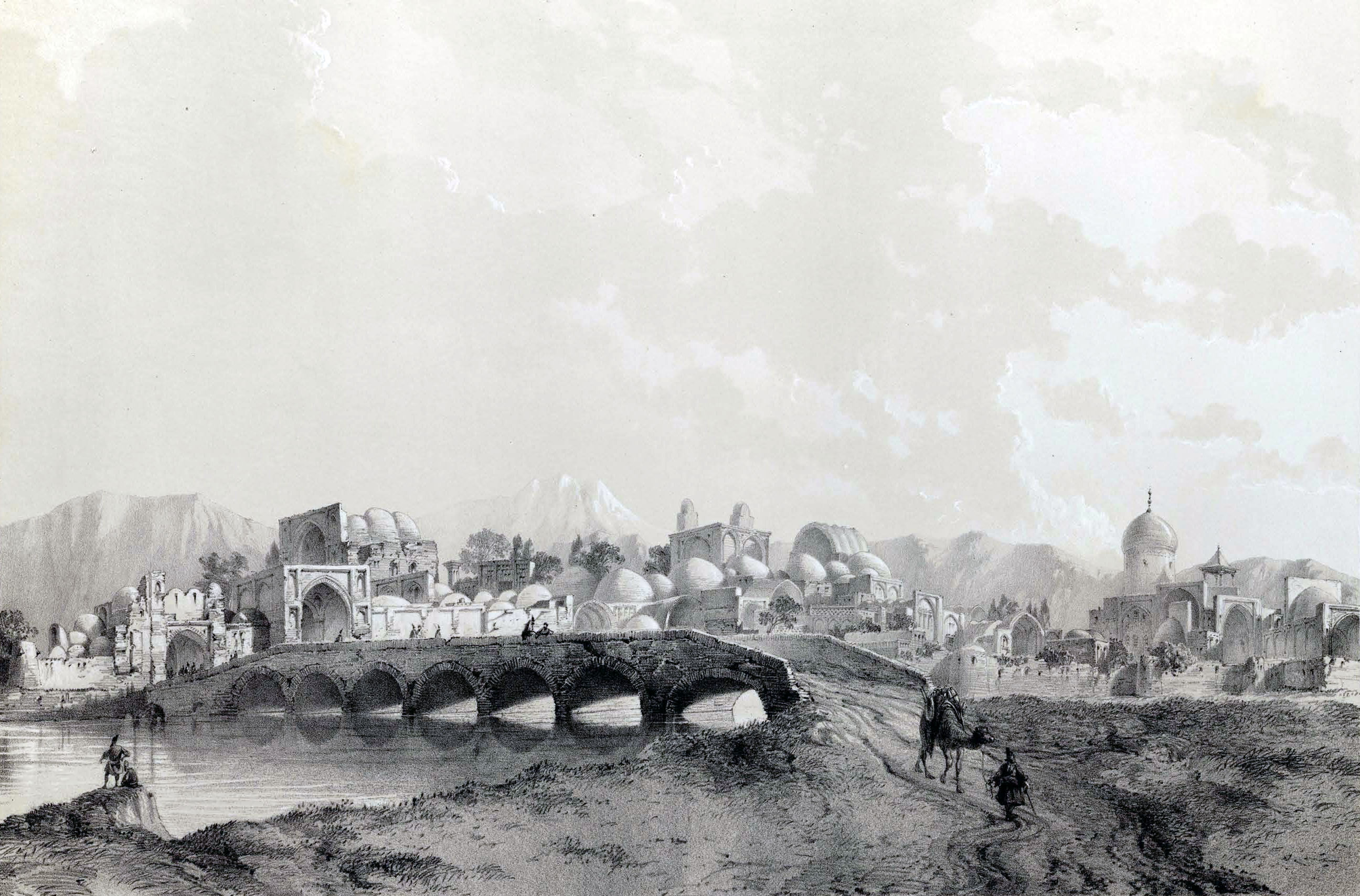
نمایی از شهر قم در سال ۱۸۴۰ م؛ که توسط اوژن فلاندن نقاش فرانسوی ترسیم شده‌است.

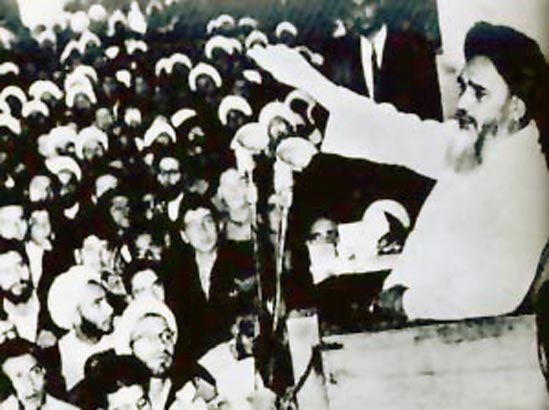
روح‌الله خمینی درحال سخنرانی در مسجد اعظم (قم) بر ضد حکومت پهلوی

در باب نخست کتاب «تاریخ قم» نوشته حسن بن محمد بن حسن قمی که کهن‌ترین سند تاریخی موجود دربارهٔ قم است؛ از قول مورخان قدیم‌تر، از اسکندر، بهرام گور، طهمورث، لهراسپ، قباد ساسانی، یزدگرد سوم و چند تن دیگر، به‌عنوان بانیان نخستین قم یاد شده‌است. شواهد و مدارک و آثاری که از دوران پیش از اسلام به دست آمده؛ اثبات می‌کند که شهر قم در آن زمان، و به‌ویژه در عهد ساسانیان از شهرهای آباد و مهم بوده‌است؛ زیرا در آن‌ها به وجود آتشکدهٔ آذر، یکی از آتشکده‌های مهم آن دوران، در قم اشاره شده‌است. در کتابی که به خط پهلوی به نام «خسرو کواذان و ریزکی» (یعنی خسرو پسر قباد و غلامی) که از عهد ساسانیان باقی‌مانده‌است از زعفران قمی و نزهت‌گاه قم سخن به میان رفته‌است که این خود نشانهٔ وجود این شهر در آن تاریخ است: «خسرو از غلام خود موسوم به زیرک خوش آرزو پرسید: اگر بویی شراب خسروانی و سیب شامی و گل فارسی و شاه سپرم سمرقندی و ترنج طبری و نرگس مسکی و بنفشه اصفهانی و زعفران قمی و بونی (بوانی) و نیلوفر سیرانی و «ند» را فراهم آوری از بوی بهشت بویی توانی برد.»
کثرت آثار زرتشتی مثل معبد، دخمه و … که در اطراف قم بودهاند، با استناد به کتاب تاریخ قم دلیل دیگری بر شهر بودن این منطقه پیش از اسلام است.

### پس از اسلام
ازجمله اتفاقات مهمی که در سده‌های اولیهٔ اسلام در قم رخ داده‌است، باید به مهاجرت و پناه آوردن بسیاری از علویان و فرزندان علی بن ابی‌طالب به این شهر و رسوخ عقیده‌های شیعه‌ی امامیه در مردم آن اشاره کرد که سبب شد تا به تدریج به‌عنوان یکی از مراکز بزرگ تشیع در جهان شناخته شود و مورد بغض و کینهٔ خلفا قرار گیرد. همچنین از آن جمله باید به جدا شدن شهر قم از اصفهان و مستقل شدن آن در حدود سال ۱۸۹ ه‍. ق؛ که به تقاضای یکی از مشاهیر این شهر به نام حمزه‌بن‌یسع و با موافقت هارون الرشید انجام گرفت. اشاره کرد.
مرکزیت مذهبی قم که از روزگار زندگی جعفر صادق تاکنون ادامه دارد، سبب شده‌است تا در سده‌های دوم و سوم شمار بسیاری از راویان اخبار و محدثان شیعی، از قم برخیزند یا در آن اقامت کنند. علت اساسی روی آوردن اهل خبر و حدیث شیعه و شیعیان به شهر قم، سخت‌گیری‌ها و فشارهای فراوانی بوده‌است که در سده‌های نخستین در شهرهای مختلف نسبت به طرفداران شیعیان روا داشته می‌شد، در حالی که این شهر یک محیط شیعه‌نشین صرف بود و تا حدود بسیاری از دخالت مستقیم و تسلط عمال خلفا به دور بود. در این سال‌هاست که قم و حوزهٔ دینی آن، به تدریج جایگزین حوزهٔ دینی کوفه شد که پیش‌تر مرکز راویان و محدثان بود. بدین ترتیب می‌توان گفت که حوزه دینی قم قدیمی‌ترین مرکز نشر علوم اسلامی است که تاکنون باقی‌مانده‌است.
در دوران پهلوی معاصر و جدید، قم مرکز مبارزه علیه حکومت پهلوی بود. بنابر ادعای جمهوری اسلامی و طرفداران آن نخستین جرقه انقلاب ۱۳۵۷ ایران در بهمن سال ۱۳۴۱ خورشیدی در قم زده شد. روح‌الله خمینی که در نقش رهبر این انقلاب بود در قم به مخالفت با تصویب‌نامه انجمن‌های ایالتی ولایتی و همین‌طور اصول شش‌گانه انقلاب شاه و ملت و لایحه کاپیتولاسیون پرداخت. همین‌طور قم در این دوران از سال ۱۳۵۴ خورشیدی به بعد، هم‌زمان با افزایش درآمدهای نفتی، تحرک تازه‌ای در زمینه‌های عمرانی و به دست آوردن نهادهای جدید پیدا می‌کند.

## تقسیمات کشوری

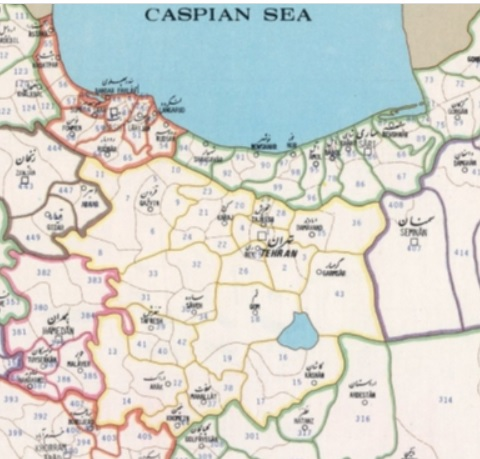
استان مرکزی سابق به مرکزیت تهران که در سال ۱۳۵۶ تجزیه شد. استان امروزی قم بخشی از این استان بود. (با استان مرکزی کنونی اشتباه نشود)

مقاله اصلی: فهرست شهرستان‌های استان قم
استان قم دارای ۳ شهرستان، ۷ بخش، ۱۳ دهستان و ۷ شهر به شرح زیر است:
| مرکزی بخش مرکزی تهران سمنان اصفهان جعفرآباد خلجستان سلفچگان کهک قم استان قم (شهرستان قم) دریاچه نمک |

| شهرستان ها - قم ۱٬۲۴۹٬۷۳۰ نفر - جعفرآباد ۲۱٬۹۶۳ نفر - کهک ۲۰٬۵۸۸ نفر | شهرها - قم۱٬۲۰۱٬۱۵۸ نفر - قنوات ۱۱٬۶۶۷ نفر - جعفریه ۹٬۳۸۷ نفر - کهک ۴٬۸۳۷ نفر - قاهان ۲٬۱۸۶ نفر - دستجرد ۱٬۵۲۵ نفر - سلفچگان ۱٬۳۹۰ نفر |  |

| شهرستان  | مرکز شهرستان | تاسیس | جمعیت شهرستان ۱۳۹۵ | جمعیت شهر ۱۳۹۵ |
| -------- | ------------ | ----- | ------------------ | -------------- |
| قم       | قم           | ۱۳۱۶  | ۱،۲۴۹،۷۳۲          | ۱،۲۰۱،۱۵۸      |
| جعفرآباد | جعفریه       | ۱۴۰۰  | ۲۱،۹۶۳             | ۹،۳۸۷          |
| کهک      | کهک          | ۱۴۰۰  | ۲۰،۵۸۸             | ۴،۸۳۷          |

## استانداران
| نام                  | شروع           | پایان         | رئیس‌جمهور           |
| -------------------- | -------------- | ------------- | ------------------- |
| سیدهاشم بنی هاشمی    | ۲۸ خرداد ۱۳۷۵  | ۲۹ اسفند ۱۳۷۶ | اکبر هاشمی رفسنجانی |
| قربانعلی سعادت       | ۱ فروردین ۱۳۷۷ | ۳۰ آبان ۱۳۸۱  | سید محمد خاتمی      |
| سید حمید طهایی       | ۱۲ آبان ۱۳۸۱   | ۱۴ تیر ۱۳۸۴   | سید محمد خاتمی      |
| عباس محتاج           | ۲۰ آبان ۱۳۸۴   | ۲۷ اسفند ۱۳۸۶ | محمود احمدی‌نژاد     |
| محمد ناظمی اردکانی   | ۲۷ اسفند ۱۳۸۶  | ۱۶ مهر ۱۳۸۸   | محمود احمدی‌نژاد     |
| محمدحسین موسی پور    | ۱۳ مهر ۱۳۸۸    | ۱۱ تیر ۱۳۹۱   | محمود احمدی‌نژاد     |
| کرم‌رضا پیریایی       | ۱۱ تیر ۱۳۹۱    | ۲۷ آذر ۱۳۹۲   | محمود احمدی‌نژاد     |
| محمدصادق صالحی‌منش    | ۲۷ آذر ۱۳۹۲    | ۴ تیر ۱۳۹۴    | حسن روحانی          |
| سید مهدی صادقی       | ۲۴ تیر ۱۳۹۴    | ۲۶ آبان ۱۳۹۷  | حسن روحانی          |
| بهرام سرمست          | ۱۲ دی ۱۳۹۷     | ۱۲ آبان ۱۴۰۰  | حسن روحانی          |
| سید محمدتقی شاهچراغی | ۱۲ آبان ۱۴۰۰   | ۲۴ مرداد ۱۴۰۲ | سید ابراهیم رئیسی   |
| سید محمد آقامیری     | ۲۹ مرداد ۱۴۰۲  | تاکنون        | سید ابراهیم رئیسی   |

## جمعیت شناسی
جمعیت استان قم در سرشماری سال ۱۳۹۵ ، برابر با ۱،۲۹۲،۲۸۳ نفر است. استان قم علاوه بر اینکه جمعیت نسبتا جوانی دارد و نرخ باروری و موالیدش بالاتر از میانگین کشوری است ، استان مهاجر پذیری نیز هست، این عوامل باعث شده تا رشد جمعیت استان قم جز ۵ استان نخست کشور باشد.

### پراکندگی جمعیت
جمعیت استان قم در سال ۱۳۹۰ برابر با ۱٫۱۵۱٫۶۷۲ نفر بوده‌است که ۱٫۰۹۵٫۸۷۵ نفر آن در نقاط شهری و بقیه در روستاها زندگی می‌کنند. همچنین ۵۸۷٫۶۶۱ نفر جمعیت استان مرد و ۵۶۴٫۰۱۱ نفر زن هستند که این جمعیت در ۳۲۱٫۱۴۴ خانوار زندگی می‌کنند.
| نمودار جمعیت استان قم بر حسب مناطق شهری و روستایی | نمودار جمعیت استان قم بر حسب مناطق شهری و روستایی | نمودار جمعیت استان قم بر حسب مناطق شهری و روستایی | نمودار جمعیت استان قم بر حسب مناطق شهری و روستایی | نمودار جمعیت استان قم بر حسب مناطق شهری و روستایی |
| ------------------------------------------------- | ------------------------------------------------- | ------------------------------------------------- | ------------------------------------------------- | ------------------------------------------------- |
| جمعیت                                             | جمعیت                                             |                                                   | درصد                                              | درصد                                              |
| شهری                                              | شهری                                              |                                                   | ۹۵٫۱۶٪                                            | ۹۵٫۱۶٪                                            |
| روستایی                                           | روستایی                                           |                                                   | ۴٫۸۴٪                                             | ۴٫۸۴٪                                             |

قم ۲۱مین استان ایران از نظر جمعیت است و تراکم جمعیت در آن ۱۰۰ نفر بر هر کیلومتر مربع است که از این نظر ۵مین استان متراکم ایران است. نرخ رشد جمعیت استان در سال‌های ۱۳۸۵ تا ۱۳۹۰ ۱٫۹۳ درصد بوده‌است. ۱،۷ درصد از کل جمعیت کشور ساکن استان قم هستند. ۶ درصد از کل اتباع خارجی ساکن ایران در استان قم ساکن هستند و ۹۰٫۶ درصد از جمعیت استان ایرانی و ۹٫۴ درصد اتباع غیر ایرانی‌اند.
نرخ بیکاری جمعیت در سال ۱۳۹۱ در قم ۱۱٫۳ درصد بوده‌است. (میانگین کشوری ۱۲٫۳ درصد) همین‌طور نرخ تولید ناخالص داخلی استان ۴۶۶۷۲ میلیارد ریال است که حدود ۱٪ از کل تولید ناخالص داخلی ایران را تشکیل می‌دهد.

### اقوام و زبان ها

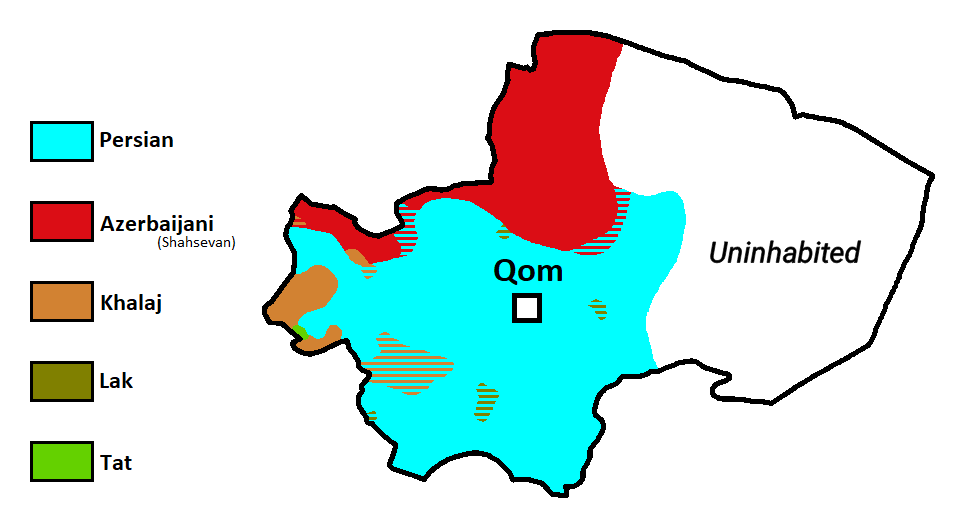
پراکنش اقوام در قم

زبان مردم قم از دیرباز فارسی با لهجهٔ قمی بوده‌است که امروزه به لهجهٔ فارسی تهران نزدیک شده‌است. همچنین جمعیت بسیاری که از منطقه آذربایجان ایران به این شهر مهاجرت کرده‌اند با زبان ترکی آذربایجانی و انواع لهجه‌های آن سخن می‌گویند. عربی در بخش‌هایی از شهر قم با لهجهٔ مهاجران عراقی نیز گویش می‌شود. همچنین زبان‌های خلجی، لری بختیاری ، گیلکی ، مازندرانی و کردی نیز در استان گویشور دارد.
اقوامی که در استان قم ساکن هستند: فارس، لر، ترک، گیلک، مازندرانی، عرب، کرد، خلج و تات هستند.
نظرسنجی سال ۱۳۸۹
طی پژوهشی که به سفارش شورای فرهنگ عمومی در سال ۱۳۸۹ انجام شد و براساس یک بررسی میدانی و یک جامعه آماری از میان ساکنان ۲۸۸ شهر و حدود ۱۴۰۰ روستای سراسر کشور، درصد اقوامی که در این نظر سنجی نمونه‌گیری شد در این استان به قرار زیر بود:
| اقوام استان قم   | اقوام استان قم   | اقوام استان قم | اقوام استان قم | اقوام استان قم |
| ---------------- | ---------------- | -------------- | -------------- | -------------- |
| قومیت            | قومیت            |                | درصد           | درصد           |
| فارسی‌زبان        | فارسی‌زبان        |                | ۶۴٫۴٪          | ۶۴٫۴٪          |
| آذری             | آذری             |                | ۲۵٫۸٪          | ۲۵٫۸٪          |
| عرب              | عرب              |                | ۲٫۵٪           | ۲٫۵٪           |
| کرد              | کرد              |                | ۱٫۷٪           | ۱٫۷٪           |
| لر               | لر               |                | ۰٫۴٪           | ۰٫۴٪           |
| بلوچ             | بلوچ             |                | ۰٫۴٪           | ۰٫۴٪           |
| شمالی            | شمالی            |                | ۰٫۳٪           | ۰٫۳٪           |
| سایر و بدون جواب | سایر و بدون جواب |                | ۱٫۷٪           | ۱٫۷٪           |

### ادیان
مردم استان قم مسلمان و شیعه مذهب هستند. دیگر ادیان در قم حضور رسمی ندارند.

## فرهنگ

### مراسم‌های سنتی و آداب و رسوم
- مراسم یادمان ورود فاطمه معصومه به قم:

روز ۲۳ ربیع‌الاول سال‌روز ورود فاطمه معصومه از مسیر ساوه به قم است. در این روز مردم قم به اتفاق موسی بن خزرج، که از بزرگان قم بود، تا بیرون شهر به استقبال فاطمه معصومه می‌روند و موسی‌بن‌خزرج که افسار شتر او را به دست داشت، او را به منزل شخصی خود هدایت می‌کند. همه ساله، مردم قم و خادمان حرم فاطمه معصومه در این روز در یک حرکت نمادین، به استقبال او می‌روند و این روز را گرامی می‌دارند.
- لاله گردانی:

مراسم لاله‌گردانی یا شمعدان گردانی حرم فاطمه معصومه ازجمله مراسم‌های سنتی است. این مراسم توسط خادمان حرم انجام می‌شود.
- طوغ:

از آلات عزاداری است که مردم قم به صورت سنتی تنها در روز عاشورا آن را از تکایای خود بیرون می‌آورند و در پایان دسته عزاداری خود به صورت خفته تا مقابل ایوان آیینه حرم حمل می‌کنند.
طوغ پس از اینکه وارد حرم می‌شود افرادی که گرد آن به سر می‌زنند (پا طوغی‌ها) آن را به صورت دوان دوان به مقابل ایوان آیینه حمل می‌کنند و در مقابل ایوان طوغ را بلند می‌کنند و کل دسته عزاداری گرد آن شور (به سر) می‌زنند.
طوغ‌های قدیمی و اصیل قم تنها نزد شش محله قم نگهداری و در روز عاشورا بیرون آورده می‌شود. این شش محله عبارتند از: چهل اختران، چهارمردان، سلطان محمد شریف، عشقعلی، میدان میر، حاج سید حسن
طوغ‌ها در این محلات بسیار اهمیت داشته و گرفتن سر طوغ در روز عاشورا متعلق به طایفه‌ای است که به‌صورت موروثی از گذشته این منصب را داشته‌اند. (کتاب تاریخ مذهبی قم، نوشته علی اصغر فقیهی، تاریخ نشر ۱۳۵۰ شمسی - کتاب تاریخ تکایا و عزاداری قم، نوشته مهدی عباسی، تاریخ نشر ۱۳۹۱ - پژوهش میدانی روز عاشورا سال ۱۳۹۴)
- سر درختی:

این مراسم در آغاز بهار در روستاهای جنوب استان برای در امان ماندن باغ‌ها از گزند سرما اجرا می‌شود. به این منظور با هزینهٔ اهالی گاوی خریداری می‌شود؛ سپس دستمال سبز رنگی به دور گردن گاو بسته می‌شود و آن را در روستاها می‌گردانند. در مرحلهٔ بعد گاو را در امام‌زاده یا یک مکان مقدس قربانی می‌کنند و از گوشت آن حلیم می‌پزند و در میان اهالی تقسیم می‌کنند.

### خوراکی‌ها
- سوهان
- آبگوشت قنبید

### پوشاک
لباس‌های محلی قم بیش‌تر در گذشته مورد استفاده قرار می‌گرفته‌است. زنان در روستاها لباس‌های بلند بر تن می‌کردند که تا زانوی آن‌ها می‌رسید و معمولاً این لباس‌ها سفید و گل‌دار بود و در زیر آن شلوار به پا می‌کردند. لباس‌های آن‌ها دو جیب داشت که در اطرافش دوخته شده بود. زن‌ها همیشه حتی در خانه چارقد سفید بر سر داشتند. چارقد را به صورت مثلثی تا می‌کردند و بر سر می‌زدند و برای محکم کردن آن یا گره می‌زدند یا با سنجاق آن را وصل می‌کردند. آن‌ها اگر پولی همراه خود داشتند در گوشهٔ چارقد خود گره می‌زدند.

## اقتصاد

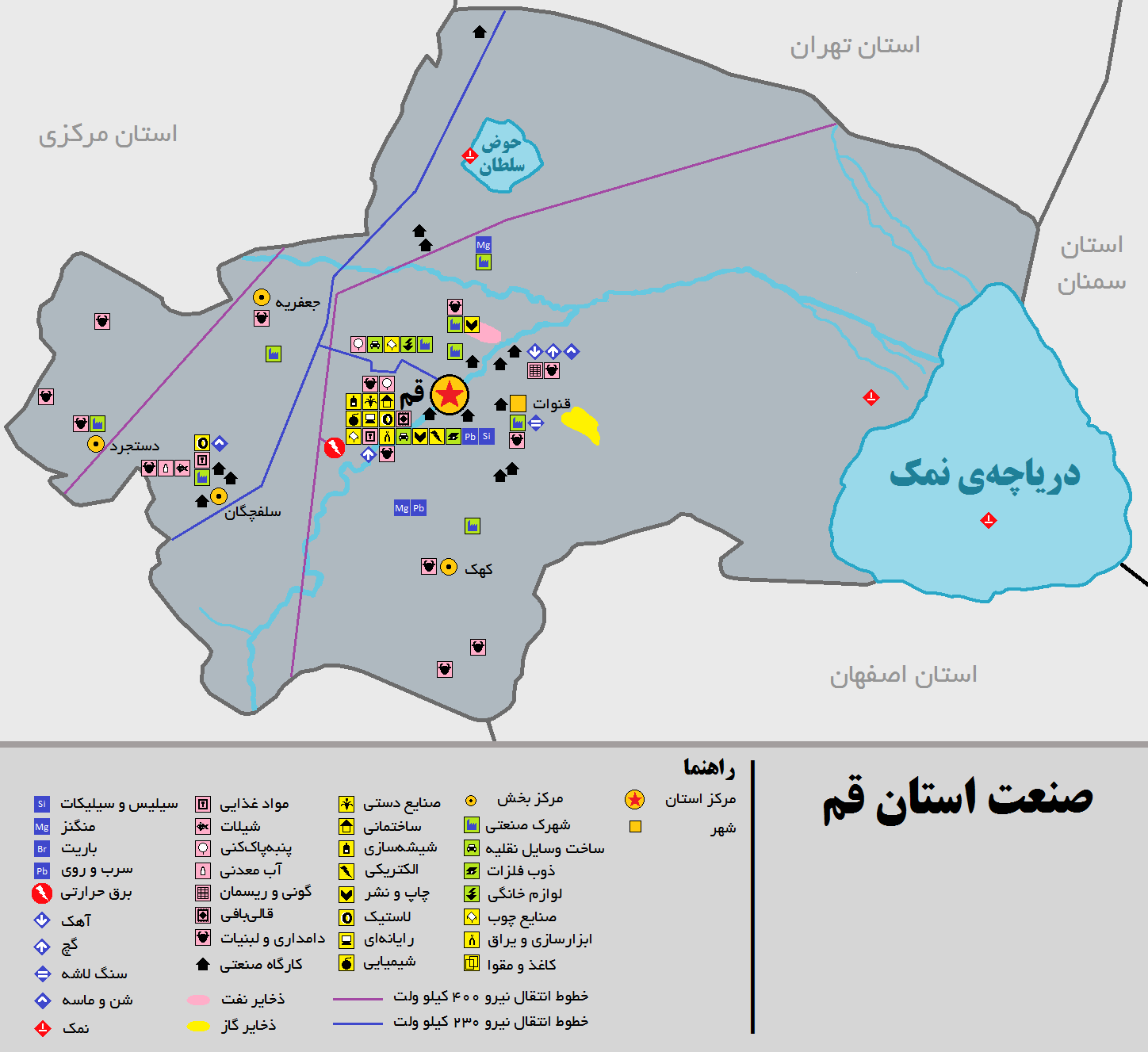
صنعت و معدن استان قم

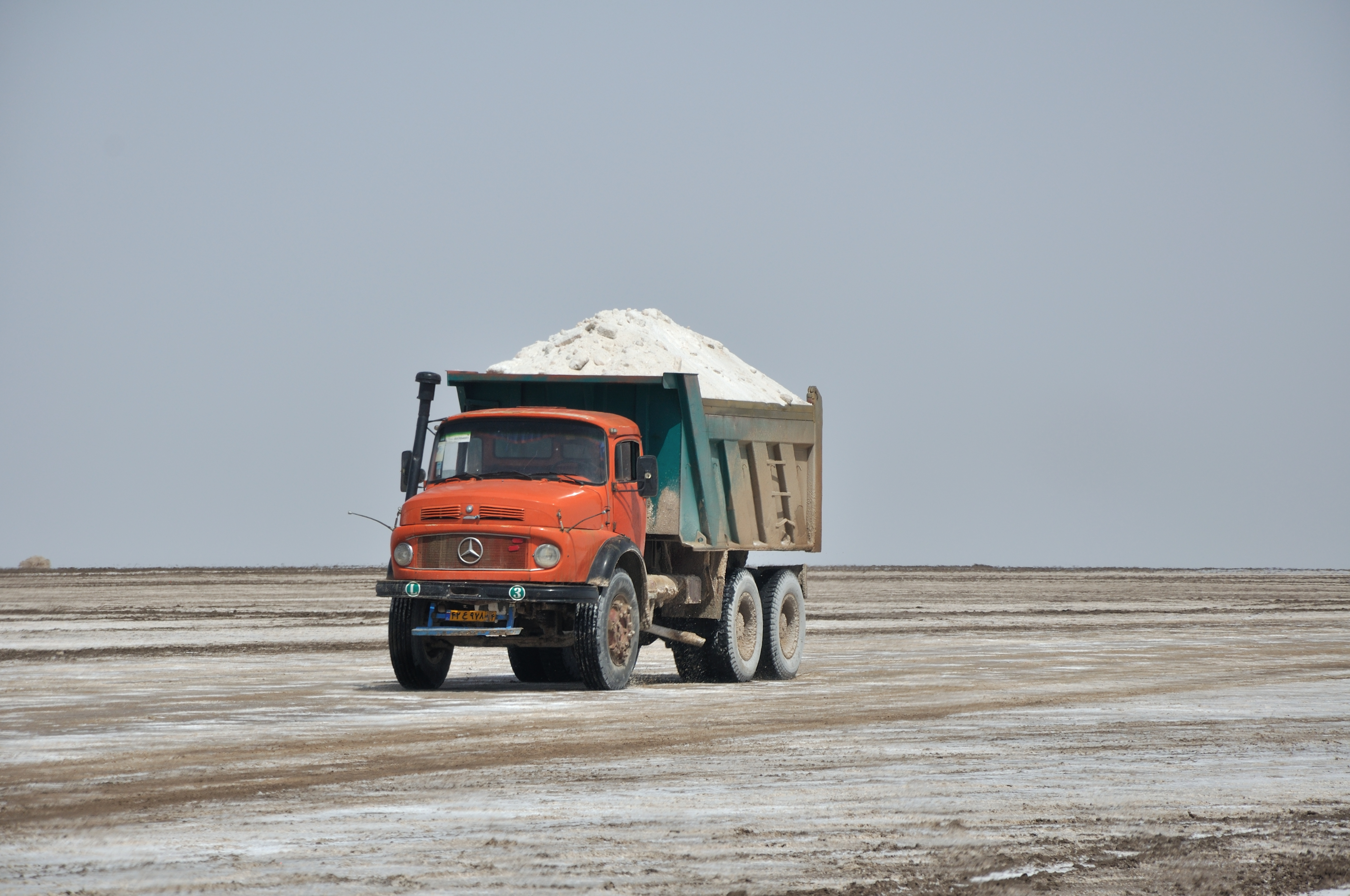
استخراج نمک خوراکی از دریاچهٔ نمک

### اشتغال و تورم
بر اساس نتایج آمارگیری از نیروی کار استان در سال ۱۳۹۱ نرخ بیکاری استان ۱۱٬۳ درصد و ۱ درصد پایین‌تر از نرخ بی‌کاری کشور است. نرخ مشارکت اقتصادی در استان هم ۳۴٬۶ درصد و ۲ درصد پایین‌تر از نرخ کشوری است.
شاخص تورم در شهرهای استان قم در سال ۱۳۹۱، ۳۰٬۶ درصد و ۱ درصد پایین‌تر از نرخ کشوری بوده‌است؛ نرخ تورم روستایی استان هم ۲۸٬۷ درصد و ۶ درصد پایین‌تر از نرخ کشوری بوده‌است.

### درآمدهای استان
در سال ۱۳۹۱ درآمدهای عمومی استان حدود ۱٬۰۳۷ میلیارد ریال بوده‌است. سهم استان قم از کل درآمدهای کشوری ۰٬۷۵ درصد است. تولید ناخالص داخلی استان یا GDPR هم در سال ۱۳۸۹، ۳۶٬۶۷۲ میلیارد ریال است که حدود ۱ درصد از کل تولید ناخالص داخلی ایران را تشکیل می‌دهد.

### صنعت و معدن
استان قم تنوع معدنی بسیاری دارد و اکنون ۱۳ گونه مواد معدنی در استان قابل استخراج هستند. سنگ‌های ساختمانی، گچ و نمک مهم‌ترین معادن استان هستند. از مجموع ۱۰۲ معدن کشف‌شده در استان قم، شمار ۷۱ معدن درحال فعالیت هستند. مرکز بهره‌برداری ذخایر معدنیسراجه قم که در فاصلهٔ ۶۰ کیلومتری شرق شهر قم واقع شده‌است؛ دارای توان فرآوری ۲٬۱ میلیون متر مکعب گاز در روز است و بخش مهمی از سنگ مصرفی شهر قم را تأمین می‌کند. معادن تولیدشده در این واحد بهره‌برداری، به تهران منتقل می‌شود. مرکز بهره‌برداری سراجه قم درحال توسعه جهت ذخیره‌سازی و تولید معدن به میزان ۱٬۴ تن در روز است.
قدمت صنعت در استان قم به سال ۱۶۰ هـ.ق. بازمی‌گردد. از سال ۱۳۲۸ خورشیدی به بعد صنایع دستی و سنتی در استان رواج بیش‌تری گرفت و کارگاه‌های مختلف گیوه چینی، آینه سازی، نمدمالی، تولید کفش، مبل‌سازی، تولید بخاری، آهنگری، حلوایی، صابون سازی، متقال‌بافی و سوهان‌پزی راه‌اندازی شد. یکی از مهم‌ترین صنایع دستی که با اسم قم پیوند خورده سوهان قم می‌باشد که مبدأ پیدایش اولیهٔ آن در هندوستان بوده و سپس در زمان ناصرالدین شاه وارد قم شده‌است.
فهرست صنایع مهم و عمدهٔ استان قم (در مقیاس کارگاهی):

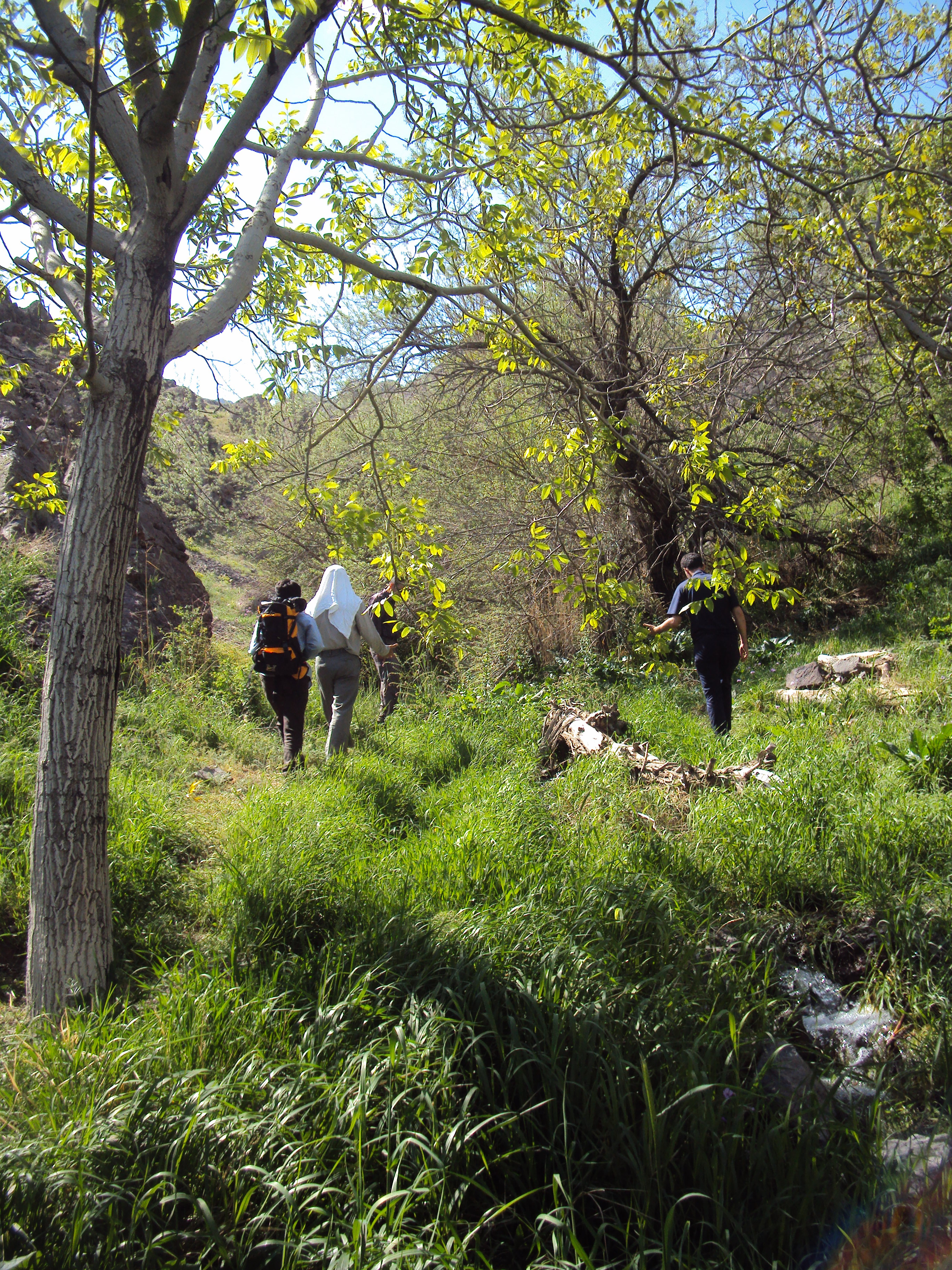
باغ‌های انار در مناطق سردسیر غرب استان قم

- واحدهای کفش: ۴۵۱ واحد
- واحدهای آجردستی: ۵۰۲ واحد
- واحدهای درودگری: ۱۵۰۶ واحد
- واحد سوهان پزی: ۳۷۲ واحد[۲۹]

### کشاورزی
استان قم در سال ۱۳۹۰ دارای ۱۰۲ هزار هکتار زمین کشاورزی بوده که ۱۳ هزار هکتار آن را اراضی باغی تشکیل داده‌اند. تولید کل محصولات زراعی استان در سال (سال ۱۳۹۰) ۳۲۱ هزار تن است که ۷۲ هزار تن آن را محصولات باغی تشکیل می‌دهند. همچنین در بخش دام‌داری استان قم دارای دو شهرک بزرگ دام‌داری به نام‌های «دام‌شهر» و «لبن» است ۹۳۶ واحد دام‌داری صنعتی را در خود جای داده‌اند. ۵۱۷ واحد مرغ‌داری صنعتی نیز در سطح استان مشغول فعالیت هستند که قطب اصلی فعالیت آنان روستای چاهک است.
عمدهٔ تولیدات کشاورزی استان غلات ۶۳ درصد، محصولات صنعتی ۲۰ درصد، نباتات علوفه ۱۰ درصد، و محصولات جالیزی ۶ درصد است.
محصول عمدهٔ کشاورزی استان هم گندم و جو می‌باشد که به علت وجود آب فراوان رودخانه‌های قمرود در پایان زمستان و آغاز بهار کشت آن‌ها از اهمیت خاصی برخوردار است. همچنین قم یکی از مناطق مهم کشت انار در ایران به‌شمار می‌رود و زمین‌های قدیمی اطراف شهر قم از دیرباز به کشت پنبه اختصاص داشته‌است.
حدود ۲۰ درصد از اراضی کشاورزی استان را باغات تشکیل می‌دهند. عمده باغ‌های استان قم در مناطق معتدل و کوهستانی جنوب و غرب استان پراکنده‌اند. عمدهٔ محصولات تولیدی باغات استان میوه‌هایی چون فندق، گلابی و گیلاس هستند. همین‌طور میوه‌های انار و پسته نیز در باغ‌های مناطق مرکزی استان پرورش می‌یابند.
پردرآمدترین محصول کشاورزی قم پسته است که ۱۸۰۰ هکتار از اراضی زراعی استان را تشکیل می‌دهد و سالانه ۱ تن پسته از ۱۵۰۰ هزار هکتار باغ بارآور ۷ سال به بالا برداشت می‌شود و ارزش آن ۲۰ میلیون دلار در سال است.

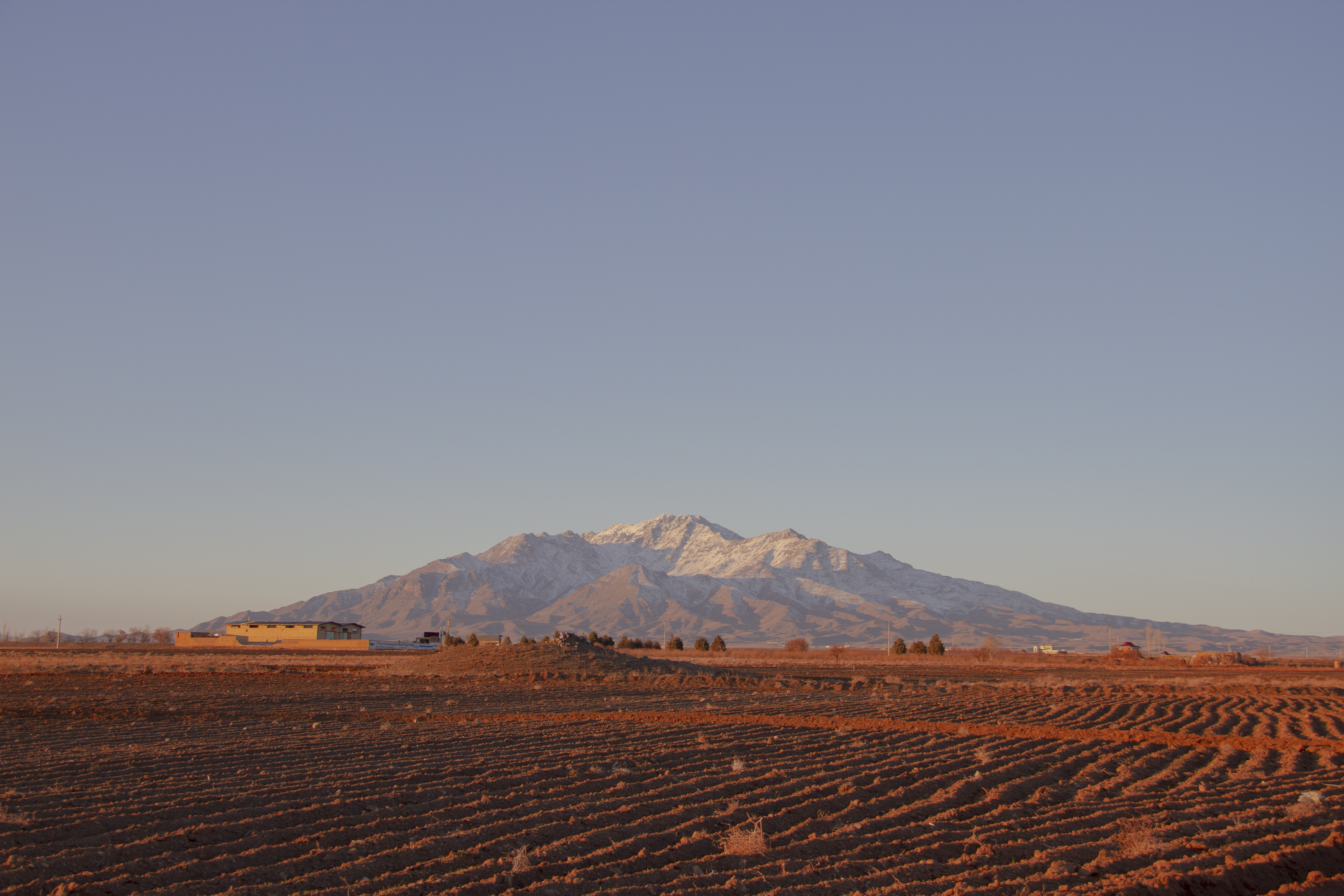
شخم زدن و کشت دیم در ابتدای روستای تاج خاتون استان قم

### بازرگانی و تجارت
۶۰ صنف و ۲۸٬۳۰۱ واحد صنفی در استان قم مشغول فعالیت هستند. در سال ۱۳۹۰ حجم کالاهای وارداتی به استان ۸۰ هزار تن و ارزش آن‌ها ۴۷۵ میلیون دلار بوده‌است. همچنین حجم صادرات استان نیز ۷۰ هزار تن و درآمد صادراتی ۱۸۰ میلیون دلار بوده‌است.

## آموزش

### دانشگاه‌ها و مراکز آموزش عالی

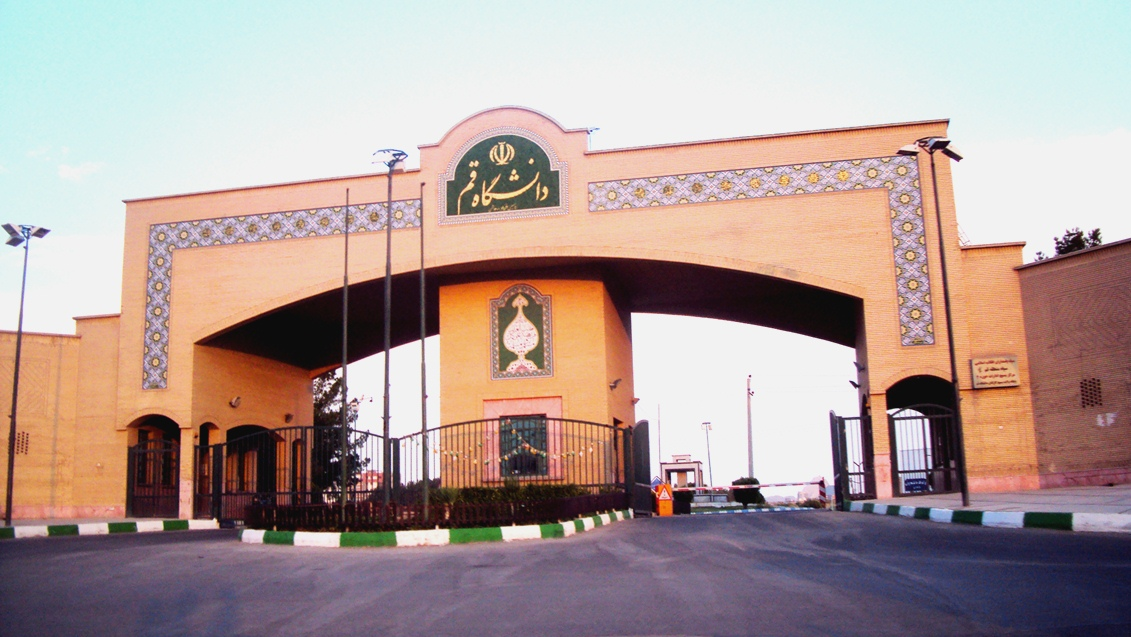
دانشگاه قم

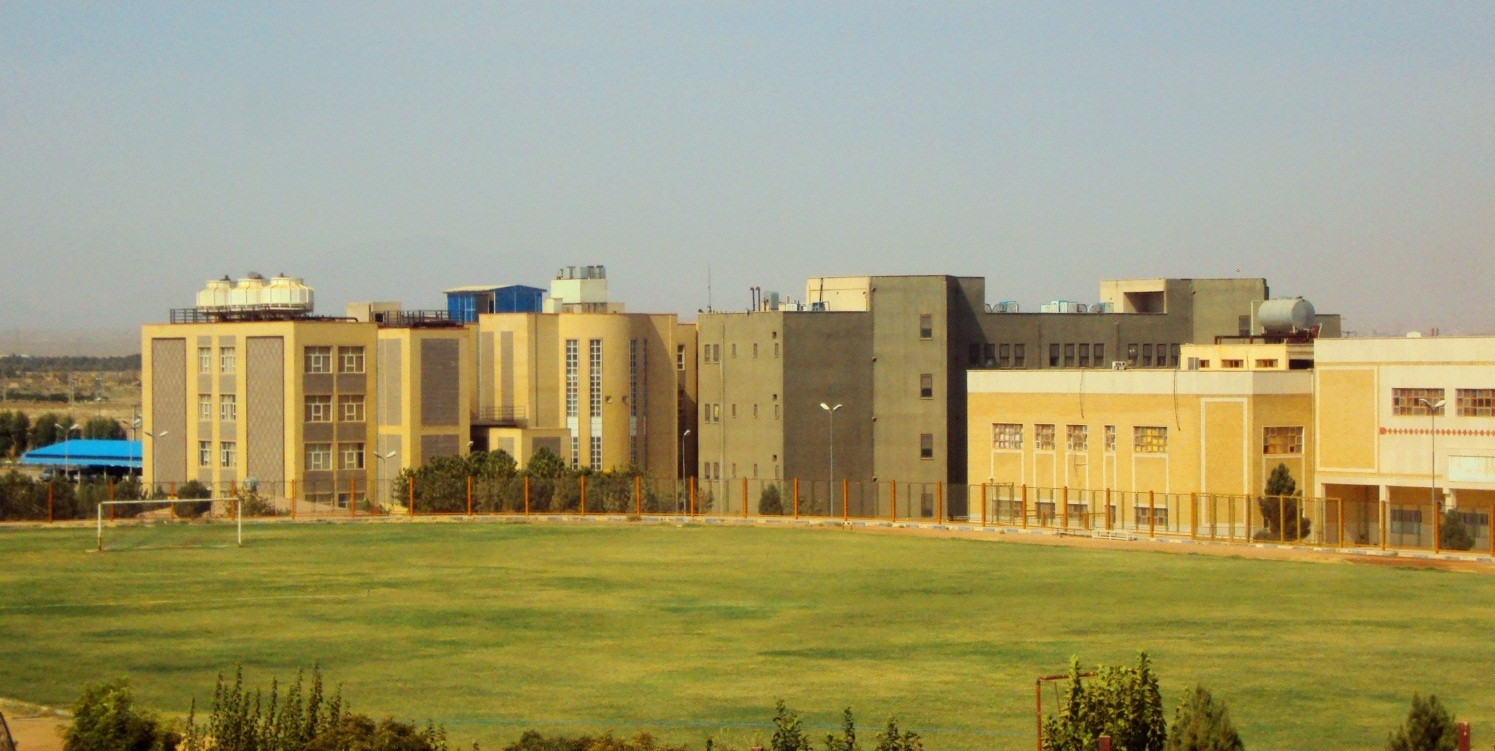
دانشگاه آزاد اسلامی واحد قم

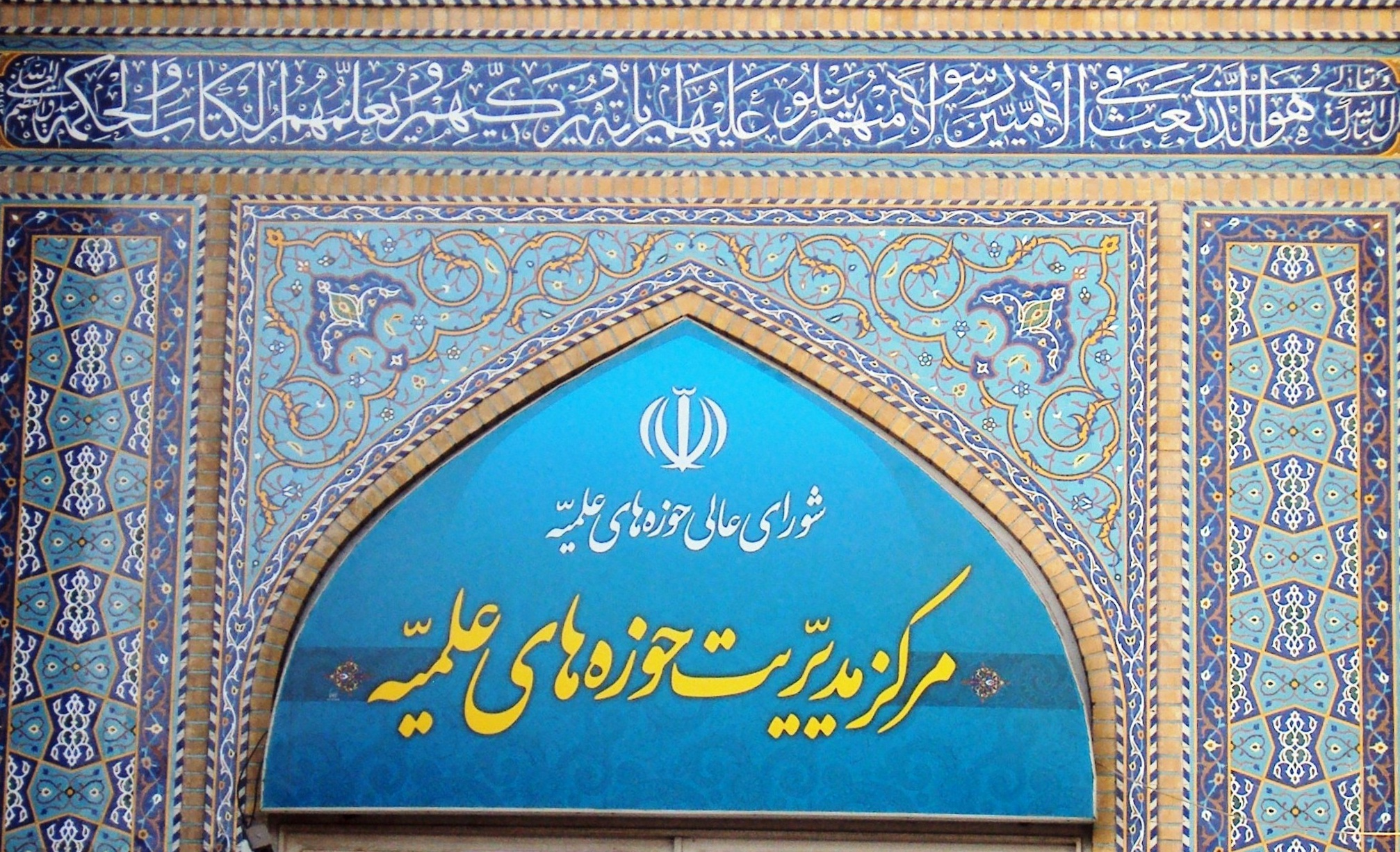
مرکز مدیریت حوزه‌های علمیه ایران

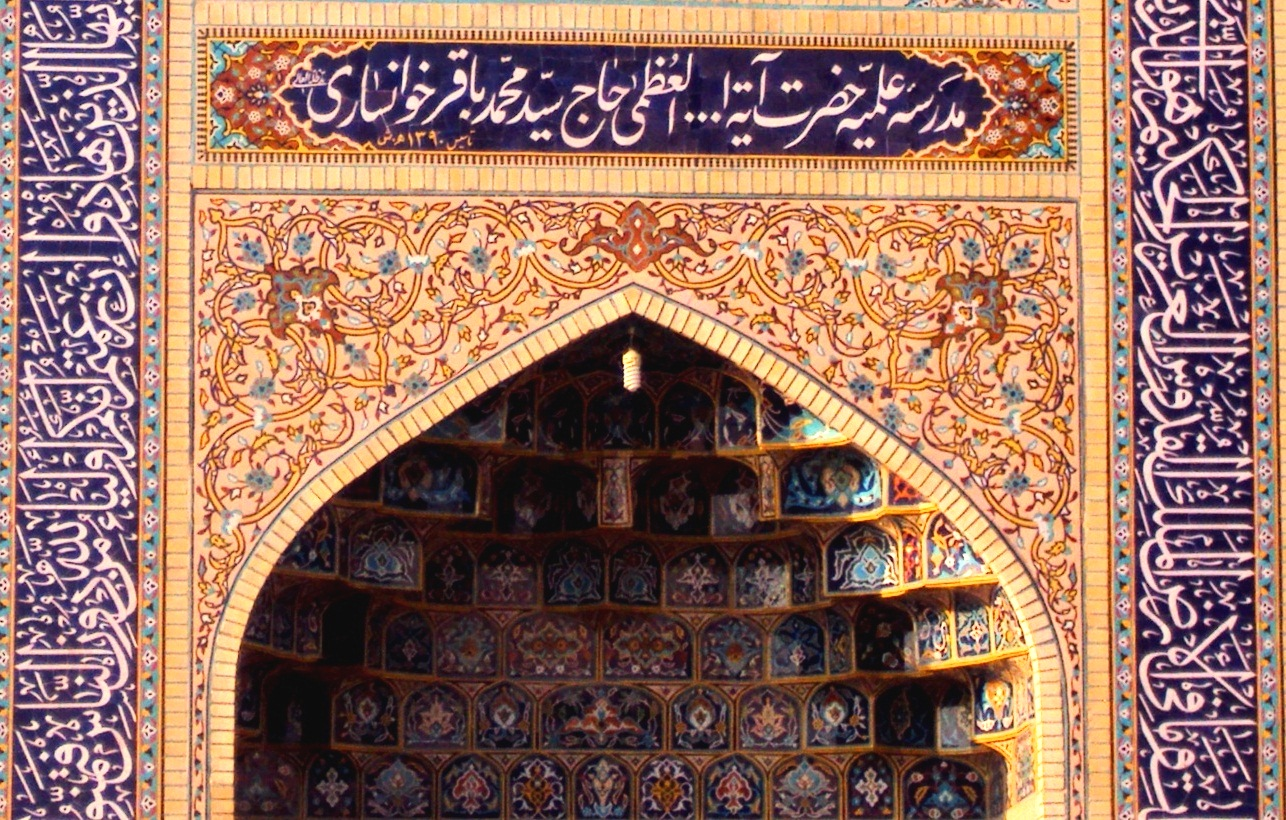
مدرسهٔ علمیهٔ خوانساری

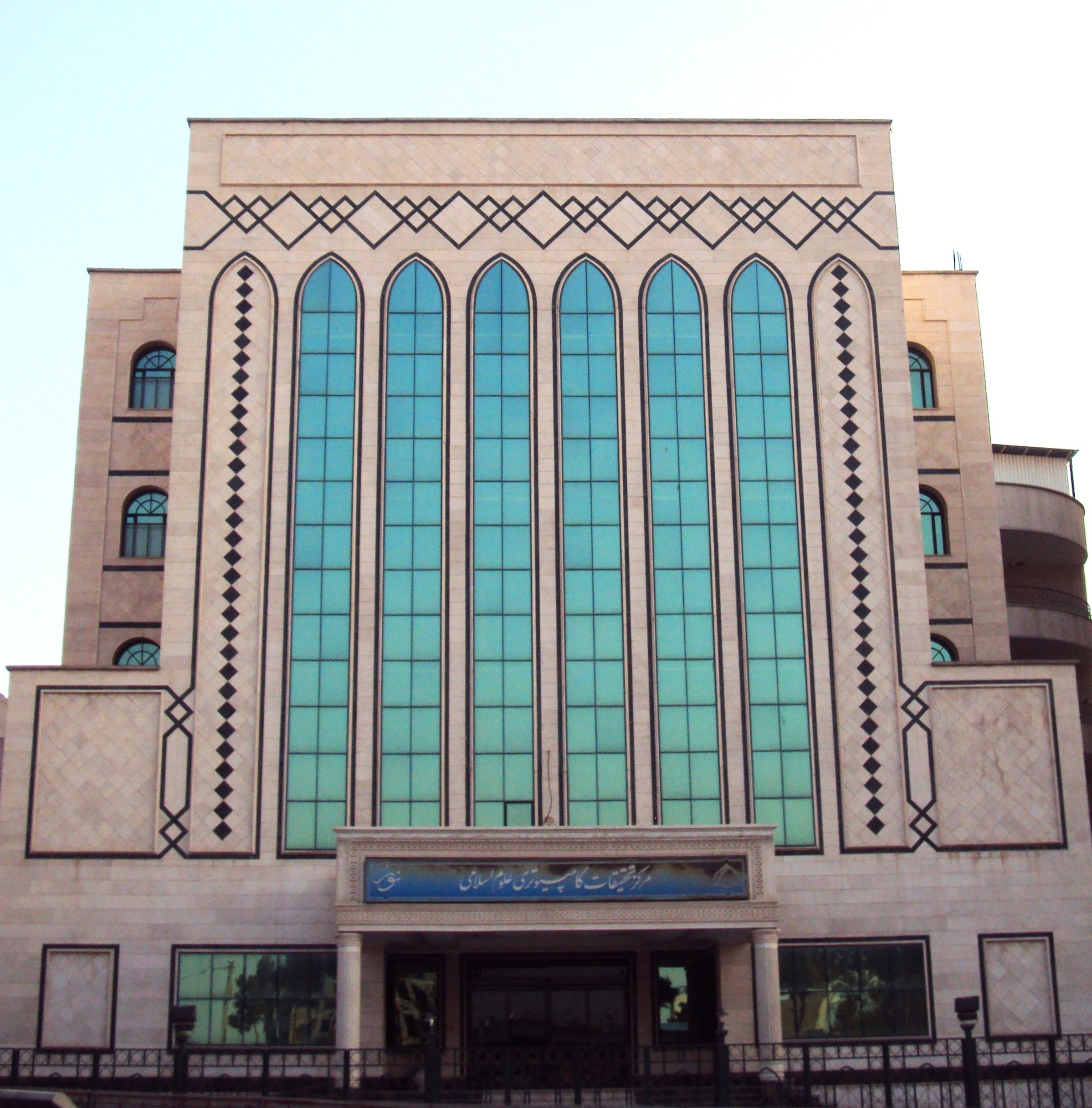
مرکز تحقیقات کامپیوتری علوم اسلامی

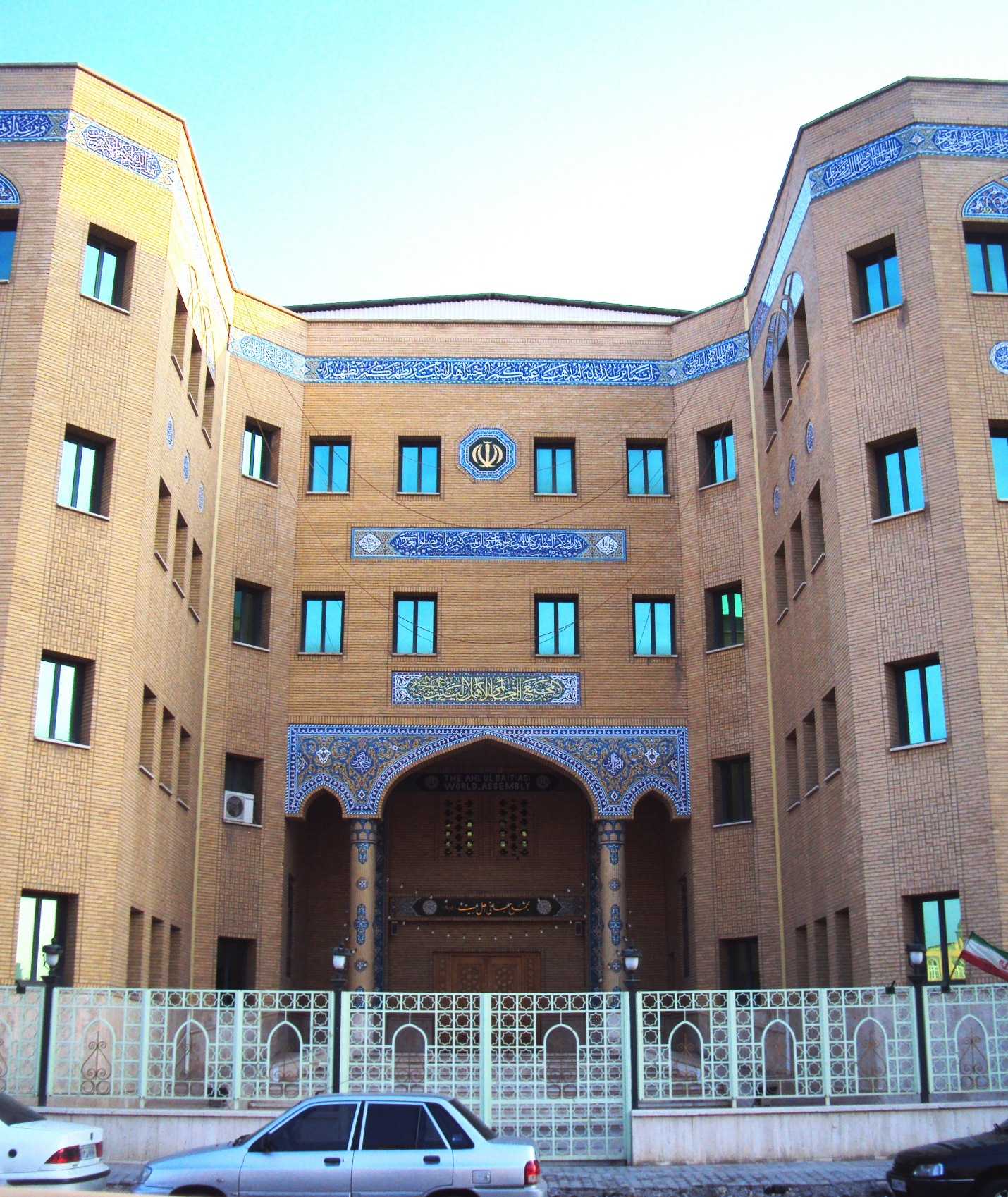
مجمع جهانی اهل‌بیت

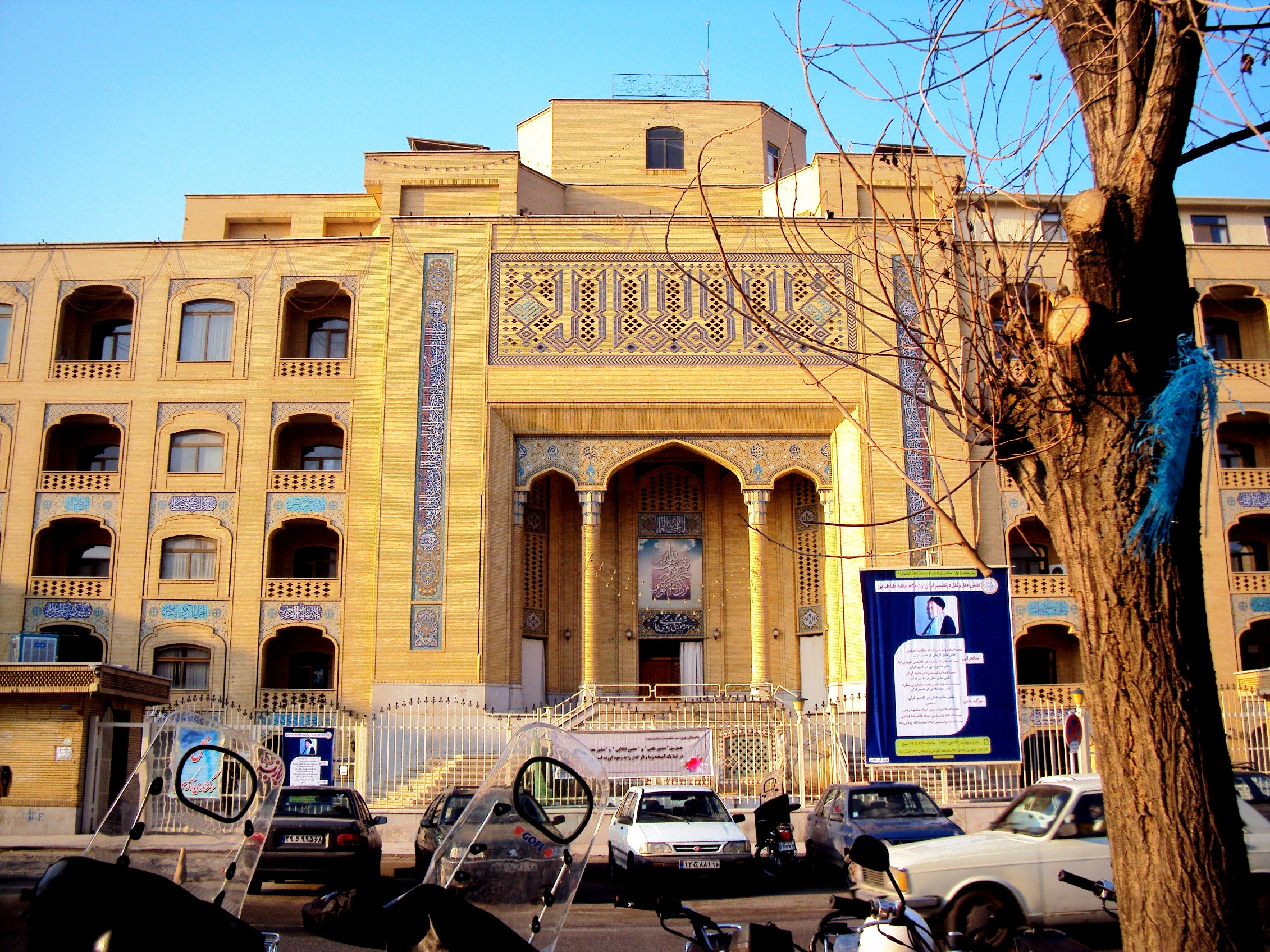
موسسهٔ آموزشی پژوهشی امام خمینی

| - دانشگاه معارف - دانشگاه معارف اسلامی - دانشگاه علمی کاربردی شهرداری - دانشگاه پیامبر اعظم - دانشگاه قرآن و حدیث - دانشگاه علمی کاربردی صنایع دستی و گردشگری - دانشکدهٔ علوم بهداشت - مؤسسهٔ آموزش عالی شهاب دانش - دانشگاه ادیان و مذاهب - دانشگاه شهید مدنی - دانشکدهٔ پرستاری و مامایی - دانشگاه کریمهٔ اهل بیت - دانشگاه علوم قرآنی - دانشکدهٔ اصول دین - دانشگاه علمی کاربردی هنر و فرهنگ - دانشگاه صنعتی قم - دانشکدهٔ حضرت معصومه - دانشگاه پیام نور واحد کهک - دانشگاه پیام نور واحد جعفرآباد - دانشگاه پیام نور واحد سلفچگان | - دانشگاه حکمت قم - مؤسسه آموزش عالی طلوع مهر قم - دانشگاه صنعتی شهاب دانش (برق - فناوری اطلاعات و ارتباطات) - دانشکدگان فارابی دانشگاه تهران - دانشکده صداوسیما - قم - دانشگاه قم - دانشگاه صنعتی قم - دانشگاه آزاد اسلامی واحد قم - دانشگاه آزاد اسلامی واحد علوم پزشکی قم - دانشگاه جامع علمی کاربردی واحد استان قم - دانشگاه مفید - دانشگاه پیام نور - دانشگاه معصومیه قم - آموزشکده فنی پسران قم - دانشگاه علوم پزشکی قم - جامعه المصطفی العالمیه - دانشگاه باقرالعلوم - دانشگاه پیام نور واحد خلجستان - دانشگاه فرهنگیان |  |  |

### مدارس دینی
قم از سده دوم هـ.ق. به بعد میزبان شماری از مدارس دینی بوده‌است و تا سده‌های پنجم، ششم و دهم هـ.ق. به کانونی برای تجمع و فعالیت مذهبیون و روحانیون و محدثان شیعه تبدیل شد. در دوران حکومت پهلوی، حوزه علمیه قم به‌عنوان کانونی برای رهبری انقلاب ۱۹۷۹ ایران عمل می‌کرد و پس از تأسیس یک حکومت تئوکراسی در ایران پس از انقلاب، اهمیت قم در عرصهٔ سیاسی و اجتماعی افزایش یافت. امروزه بسیاری از مدارس علوم دینی و مراکز پژوهشی دینی در قم مشغول فعالیت هستند که بسیاری از آنان با بودجهٔ دولتی اداره می‌شوند.
| - مدرسه علمیه الزهرا - مدرسه علمیه شهید سید حسن شیرازی - مدرسه علمیه امام حسین (ع) - مدرسه علمیه امام باقر (ع) - مدرسه علمیه امام مهدی (عج) - مدرسه علمیه رسول اعظم - حوزه علمیه قم - مدرسه علمیه رضویه - مدرسه علمیه ستیه - مدرسه علمیه امام خمینی - مدرسه علمیه اباصالح - مدرسه علمیه المهدی - مدرسه علمیه الهادی - مدرسه علمیه امام مهدی موعود - مدرسه علمیه بقیةالله - مدرسه علمیه حقانی - مدرسه علمیه جانبازان - مدرسه علمیه رسالت | - مدرسه علمیه شهیدین (رهما) - مدرسه علمیه صدوق - مدرسه علمیه عترت - مدرسه علمیه کرمانیها - مدرسه علمیه معصومیه - مدرسه علمیه امام عصر - مدرسه علمیه سعد حلت - مدرسه علمیه اثیرالملک - مدرسه علمیه سید سعید عزالدین مرتضی - مدرسه علمیه سید زین الدین - مدرسه علمیه سید عبدالعزیز - مدرسه علمیه ابوالحسن کمیج - مدرسه علمیه شمس الدین مرتضی - مدرسه علمیه مرتضی کبیر - مدرسه علمیه درب آستانه |  |

### پژوهشگاه‌ها و مراکز تحقیقاتی
| - مرکز تحقیقاتی دارالاعلام لمدرسة اهل البیت (علیهم السلام) مرکز تحقیقات رایانه‌ای نور - مجمع جهانی تقریب مذاهب - مؤسسهٔ آموزشی پژوهشی امام خمینی - دفتر انتشارات اسلامی - مرکز المعجم الفقهی - مرکز جهانی انصارالمهدی - مرکز دائرةالمعارف فقه اسلامی - مرکز تحقیقات علمی و فنی دکتر حسابی - مؤسسهٔ تنظیم و نشر آثار امام خمینی - دارالحدیث - مؤسسهٔ قرآنی بیت‌النور - مرکز تحقیقات استراتژیک توسعه - مؤسسهٔ تحقیقاتی اسرا - مرکز پژوهشی صافا - مجمع جهانی اهل بیت - پژوهشکدهٔ فلسفه و کلام - پژوهشگاه علوم و فرهنگ اسلامی - پژوهشگاه فرهنگ و اندیشهٔ اسلامی - مؤسسهٔ علمی طه - مجمع اندیشهٔ اسلامی - مرکز مطالعات و پژوهش‌های فرهنگی حوزهٔ علمیه - مؤسسهٔ قرآن و نهج‌البلاغه - مرکز کتاب‌شناسی شیعه - مؤسسهٔ علوم آل محمد | - خانه فرهنگی حضرت زهرا - مؤسسهٔ فرهنگی دائرةالمعارف - مؤسسهٔ صاحب‌الامر - مؤسسهٔ تحقیقاتی حضرت ولی‌عصر - مؤسسهٔ فرهنگی انتظار نور - بنیاد هنری ـ دینی الرضا - مؤسسهٔ معارف اهل‌بیت - مجمع جهانی شیعه‌شناسی - مرکز حقایق اسلامی - مرکز تحقیقات علمی مجلس خبرگان - مرکز شیعه‌شناسی - بنیاد پژوهش‌های اسلامی - مرکز جهانی آل‌البیت - مرکز تخصصی علوم حدیث - بنیاد بین‌المللی نهج‌البلاغه - دائرةالمعارف کامپیوتری اسلامی - فرهنگستان علوم اسلامی - مؤسسه معارف اسلامی امام رضا - مرکز تحقیقاتی امیرالمؤمنین - مرکز تخصصی امامت و مهدویت - مرکز تحقیقات فقهی قوه قضاییه - مرکز تحقیقات اسلامی مجلس شورای اسلامی - مؤسسهٔ تحقیقاتی سروش کورش کبیر - دبیرخانه مجلس خبرگان رهبری |  |

## بهداشت و درمان
در سال ۱۳۹۱ استان قم دارای ۱۸۲ واحد بهداشتی و درمانی و ۹ واحد بیمارستان بوده‌است. همچنین در این سال شمار ۱٬۴۵۴ تخت بیمارستانی در استان وجود داشته‌است (به ازای هر ۱۰۰۰ نفر ۱٬۲ تخت). همچنین در سال ۱۳۹۱ شمار ۵۹ باب خانهٔ بهداشت روستایی در استان مشغول فعالیت بوده‌اند. فهرست بیمارستان‌های استان قم عبارتند از :
- بیمارستان گلپایگانی
- بیمارستان امام رضا
- بیمارستان امیر المومنین
- بیمارستان حضرت معصومه
- بیمارستان حضرت زهرا
- بیمارستان شهید بهشتی قم
- بیمارستان علی ابن ابیطالب
- بیمارستان ولیعصر
- بیمارستان شهدا
- بیمارستان کامکار-عرب‌نیا
- بیمارستان مادر
- بیمارستان ایزدی
- بیمارستان نکوئی

## ورزش

### تیم‌های ورزشی
- تیم فوتسال آنا صنعت پاسارگاد قم در لیگ برتر فوتسال ایران

### اماکن ورزشی
- ورزشگاه یادگار امام قم
- ورزشگاه شهید حیدریان
- ورزشگاه تختی قم

## امکانات زیربنایی

### عمران روستایی
در سال ۱۳۹۰ جمعیت روستایی استان قم ۵۲٬۱۳۹ نفر بوده‌است که ۴٬۵ درصد جمعیت استان هستند. ۱۱۰ روستای استان توسط شورای اسلامی اداره می‌شوند و ۸۳ روستا هم دهیاری دارند.
۱۳۴ روستای استان بالای ۲۰ خانوار جمعیت دارند که همگی دارای شبکهٔ آب و برق هستند.

### پست و مخابرات
در سال ۱۳۹۱ ضریب نفوذ تلفن ثابت و همراه در استان قم به ترتیب ۴۴٬۸ درصد و ۸۴٬۲ درصد بوده‌است. کل بسته‌های پستی صادر شده و خارج شده از استان ۷٬۹۵۶٬۸۰۸ مرسوله است و سرانهٔ مرسولهٔ پستی به ازای هر نفر در استان ۷ مرسوله در سال است.

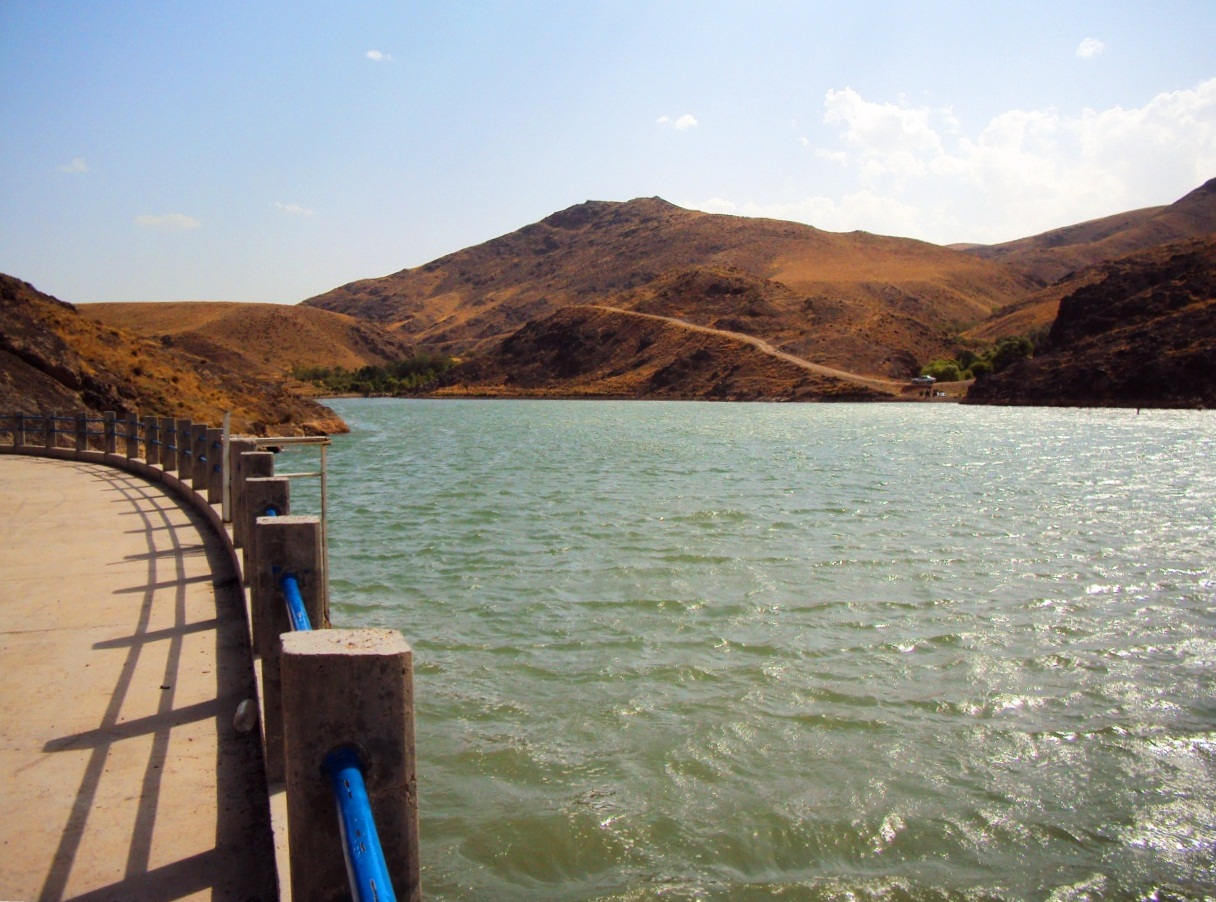
دریاچهٔ سد سنجگان در غرب استان

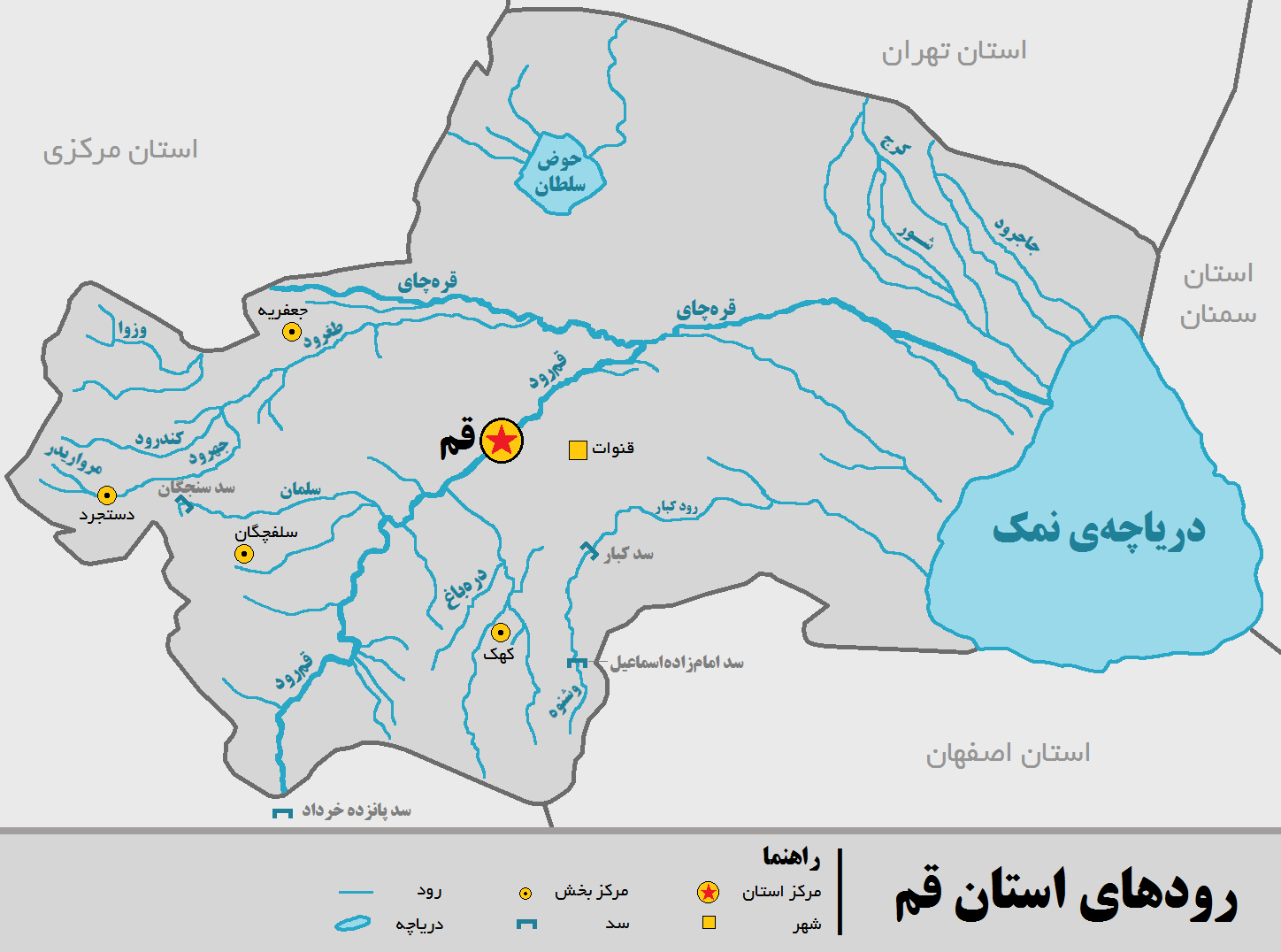
نقشهٔ آب‌های سطحی استان قم

نقشهٔ راه‌های استان قم

| شمار تلفن ثابت در استان  | ۵۲۵٬۲۷۰   |
| ضریب نفوذ                | ۴۴٬۸ درصد |
| شمار تلفن همراه در استان | ۹۸۶٬۸۸۸   |
| ضریب نفوذ                | ۸۴٬۲ درصد |

### انرژی
در سال ۱۳۹۱ حجم کل آب‌های زیرزمینی و سطحی استان قم ۱۱۶ میلیون متر مکعب بوده‌است.
| حجم آب استحصالی         | ۲۵۶ میلیون متر مکعب |
| مصرف آب شرب             | ۵۰ میلیون متر مکعب  |
| مصرف خانگی              | ۶۹۳ متر مکعب        |
| شمار مشترکان آب شهری    | ۲۵۶۰۸۷              |
| شمار مشترکان آب روستایی | ۳۴۵۴۰               |

همچنین در سال ۱۳۹۱ شمار مشترکان برق در استان قم ۴۳۴۹۲۰ مشترک بوده‌است که ۱٬۵ درصد از کل مشترکان ایران را تشکیل می‌دهد.
| شمار مشترکان برق | ۴۳۴۹۲۰             |
| فروش برق         | ۲۳۱۹٬۹ مگاوات ساعت |
| سرانهٔ مصرف خانگی | ۲۱۸۳ کیلووات ساعت  |

همین‌طور در سال ۱۳۹۳ تمامی شهرهای استان و ۹۸ روستا گازرسانی شده‌اند.
| شمار مشترکان گاز     | ۱۵۴۴۱۴               |
| مصرف داخلی گاز طبیعی | ۲۱۴۲ میلیون متر مکعب |

### راه و ترابری
در سال ۱۳۹۳ طول راه‌های استان قم ۶۵۷ کیلومتر بوده که ۱۶۷ کیلومتر آن آزادراه، ۱۱۸ کیلومتر بزرگ‌راه، ۲۶۸ کیلومتر راه اصلی، ۱۰۳ کیلومتر راه فرعی آسفالت و ۲۷۵ کیلومتر راه خاکی است.
هشت راه اصلی مواصلاتی به استان قم منتهی می‌شوند. مهم‌ترین راه‌های مواصلات به استان قم آزادراه ۵، آزادراه ۷، بزرگراه ۵۶، جاده ۶۵ و جاده ۷۱ هستند.

## گردشگری

### آثار تاریخی و باستانی
| - حرم فاطمه معصومه - مسجد جمکران - مسجد جامع قم - مقابر باغ گنبد سبز - تیمچه بزرگ قم - حمام حاج عسگرخان | - کوه خضر نبی - خانه سید روح‌الله خمینی (قم) - چهل اختران - خانه حکیم‌باشی ملاصدرا - کاروانسرای دیرگچین - سد کبار (بزرگ‌ترین و قدیمی‌ترین سد قوسی جهان) |

### جاذبه‌های طبیعی
- آبشار نوقاهان
- دریاچه حوض سلطان
- دریاچه نمک
- غار وشنوه
- گنبد نمکی قم

### روستاهای گردشگری
روستاهای گردشگری استان وشنوه، فردو، خاوه، قبادبزن و کرمجگان هستند. و شهر قاهان

## نگارخانه

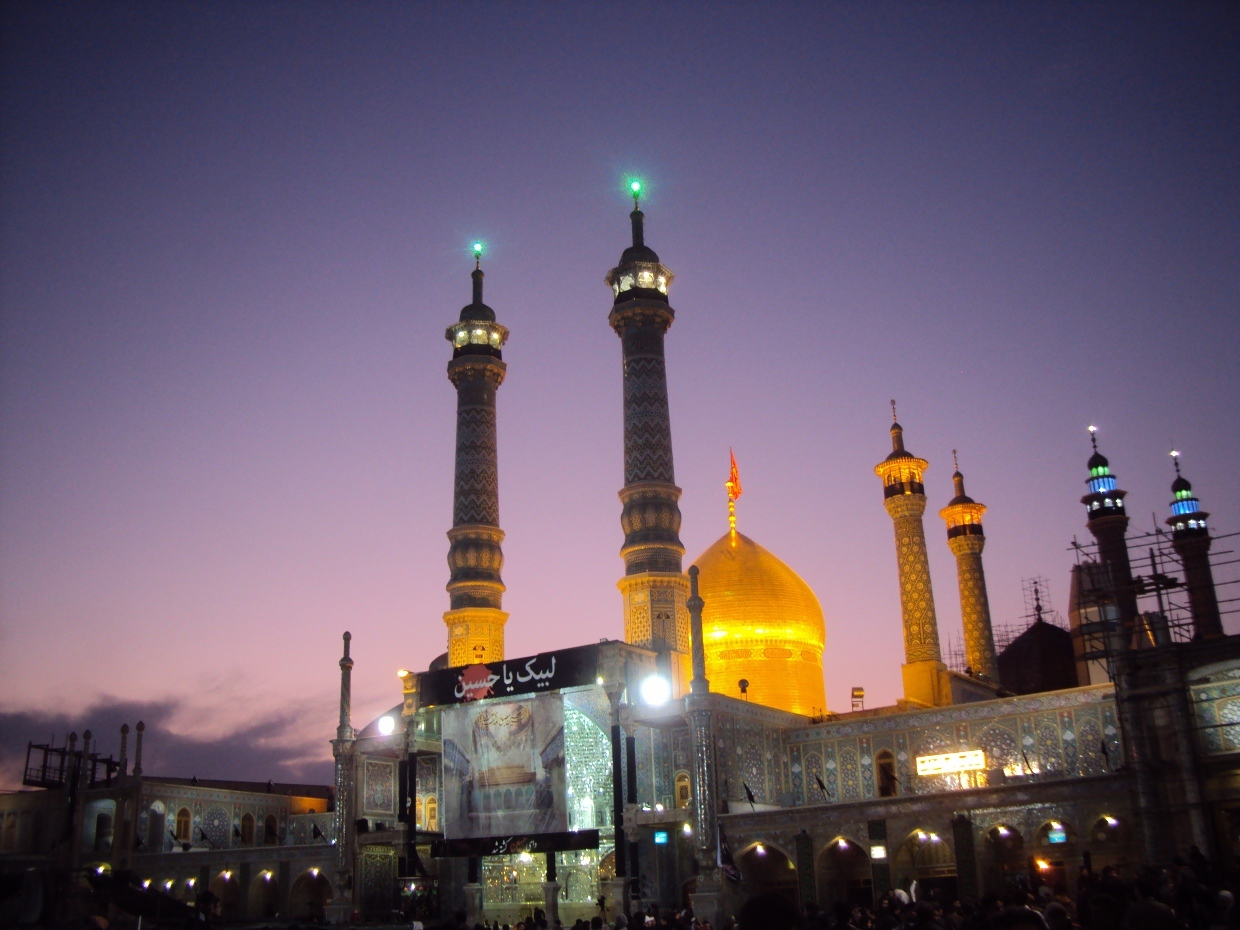
مرقد فاطمه معصومه در شهر قم.
تصویر سراسرنما از شهر قم، مرکز استان قم.
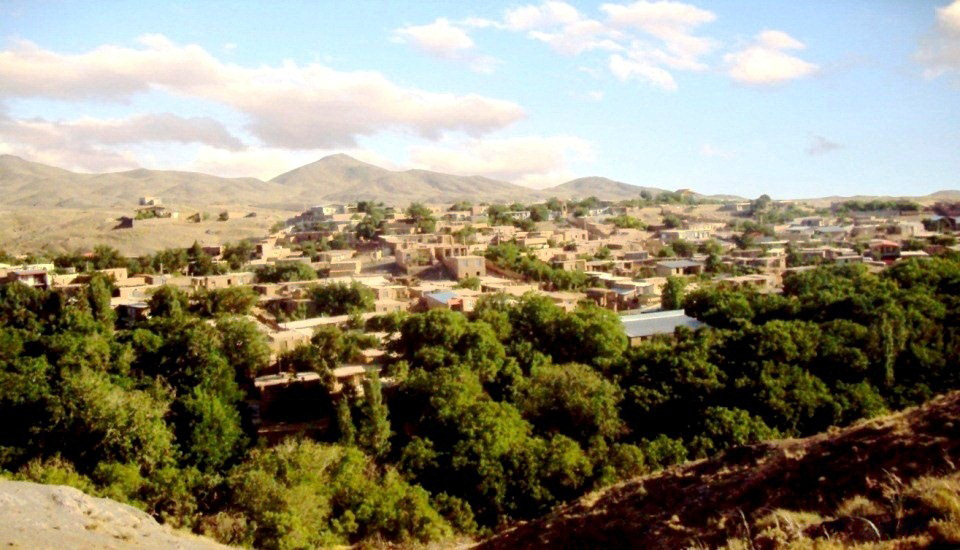
یک سراسرنما از روستای سنجگان در جنوب غرب استان قم.
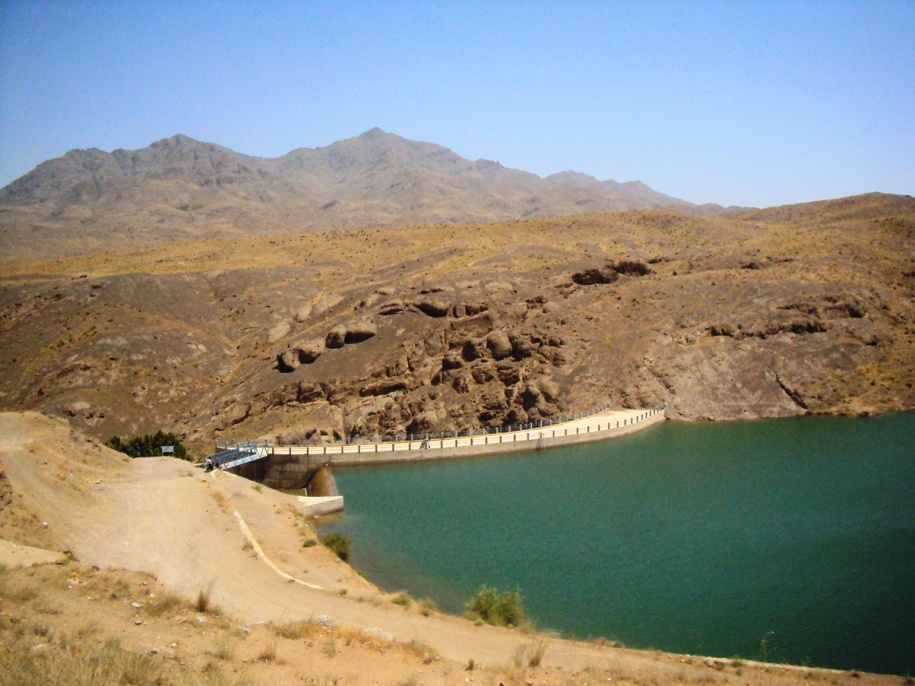
سد مخزنی سنجگان.
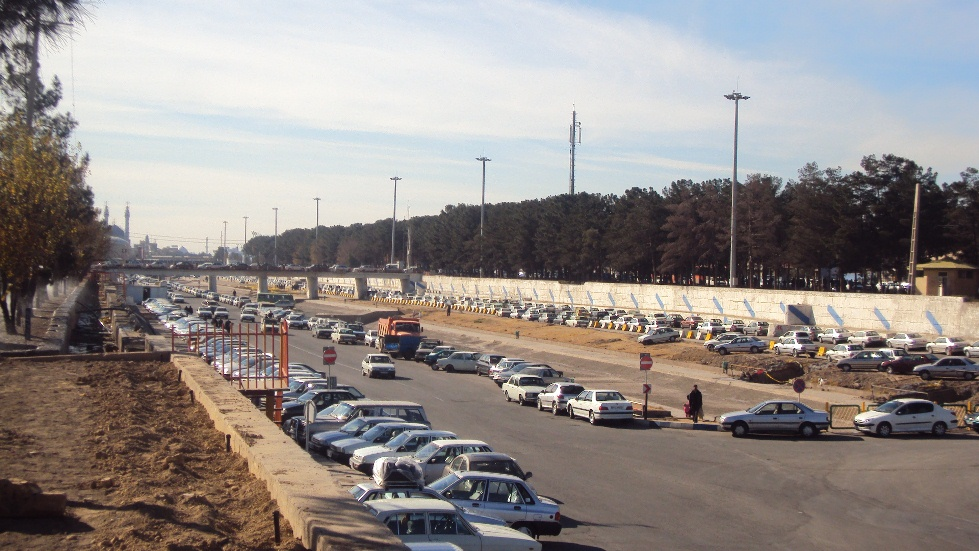
قمرود، رودخانه‌ای که تبدیل به پارکینگ شده.
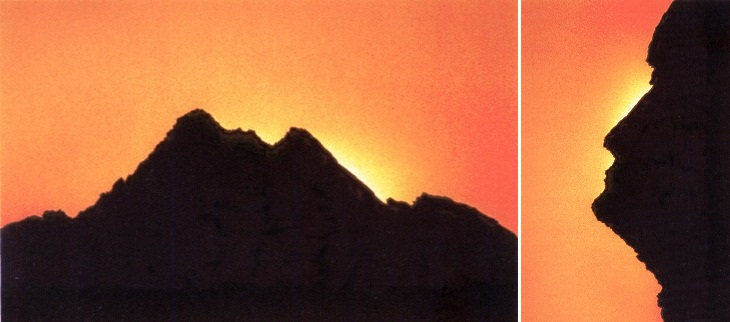
کوه دوبرادران در جنوب شهر قم می‌باشد .
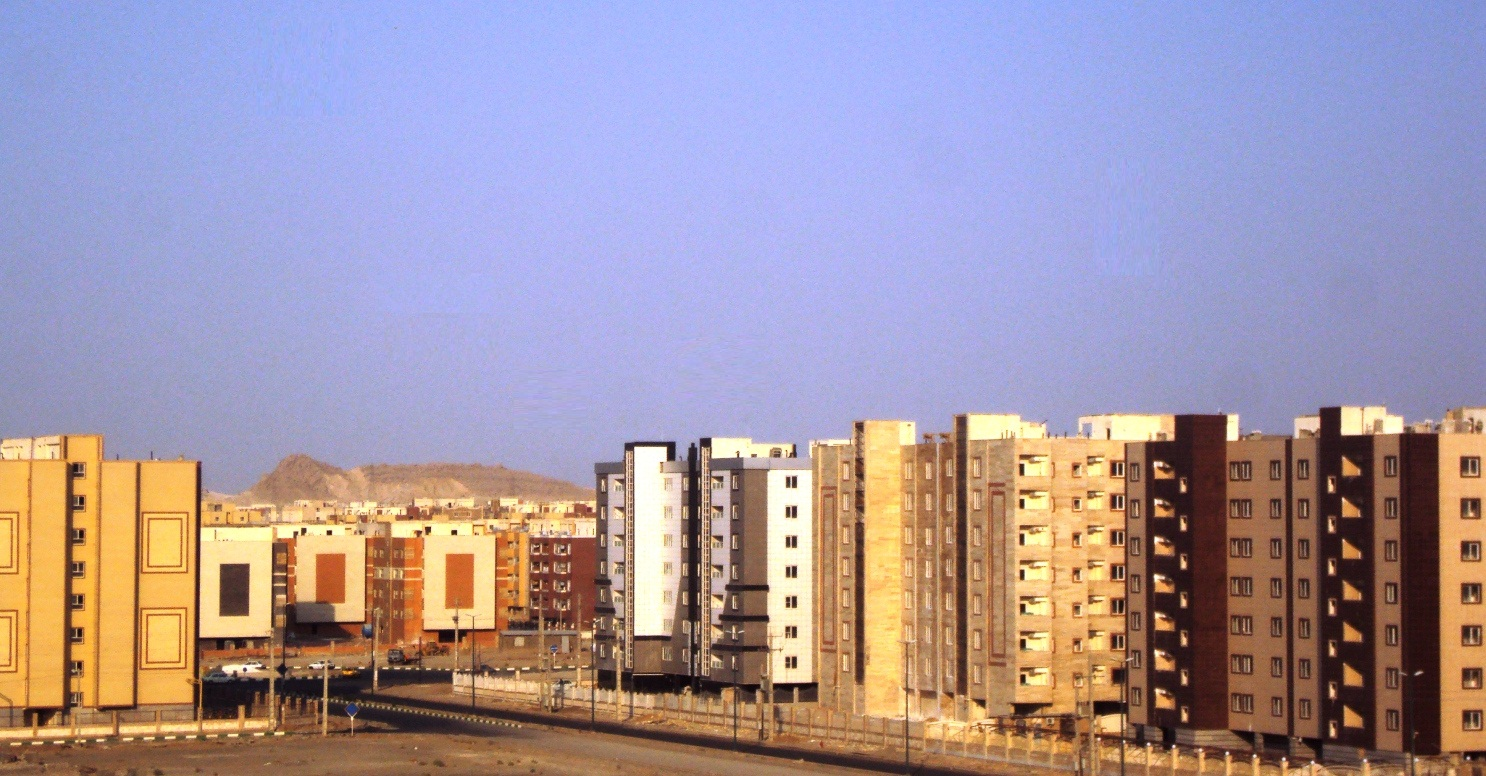
شهر پردیسان در جنوب قم.
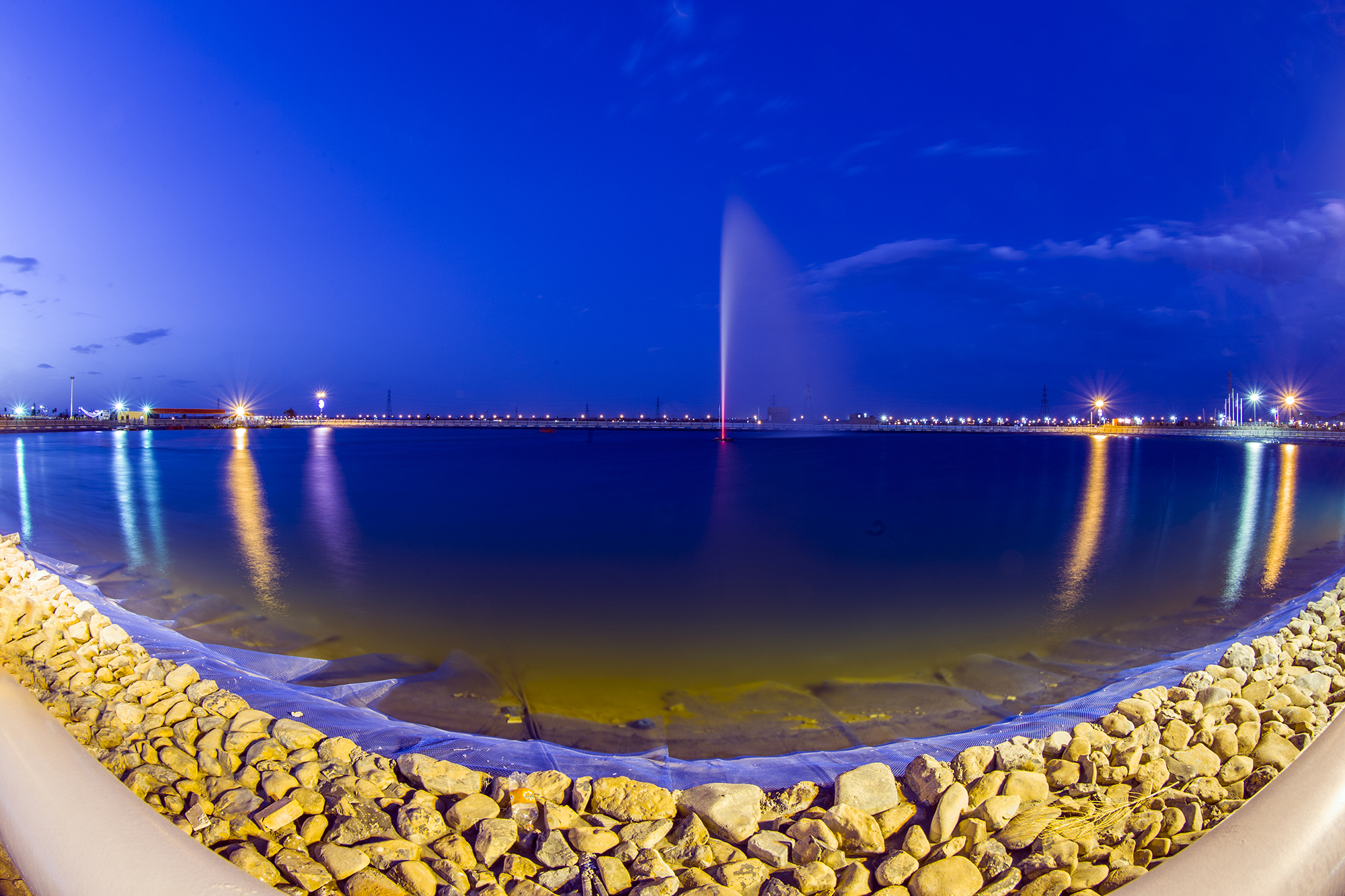
دریاچه بوستان جوان قم
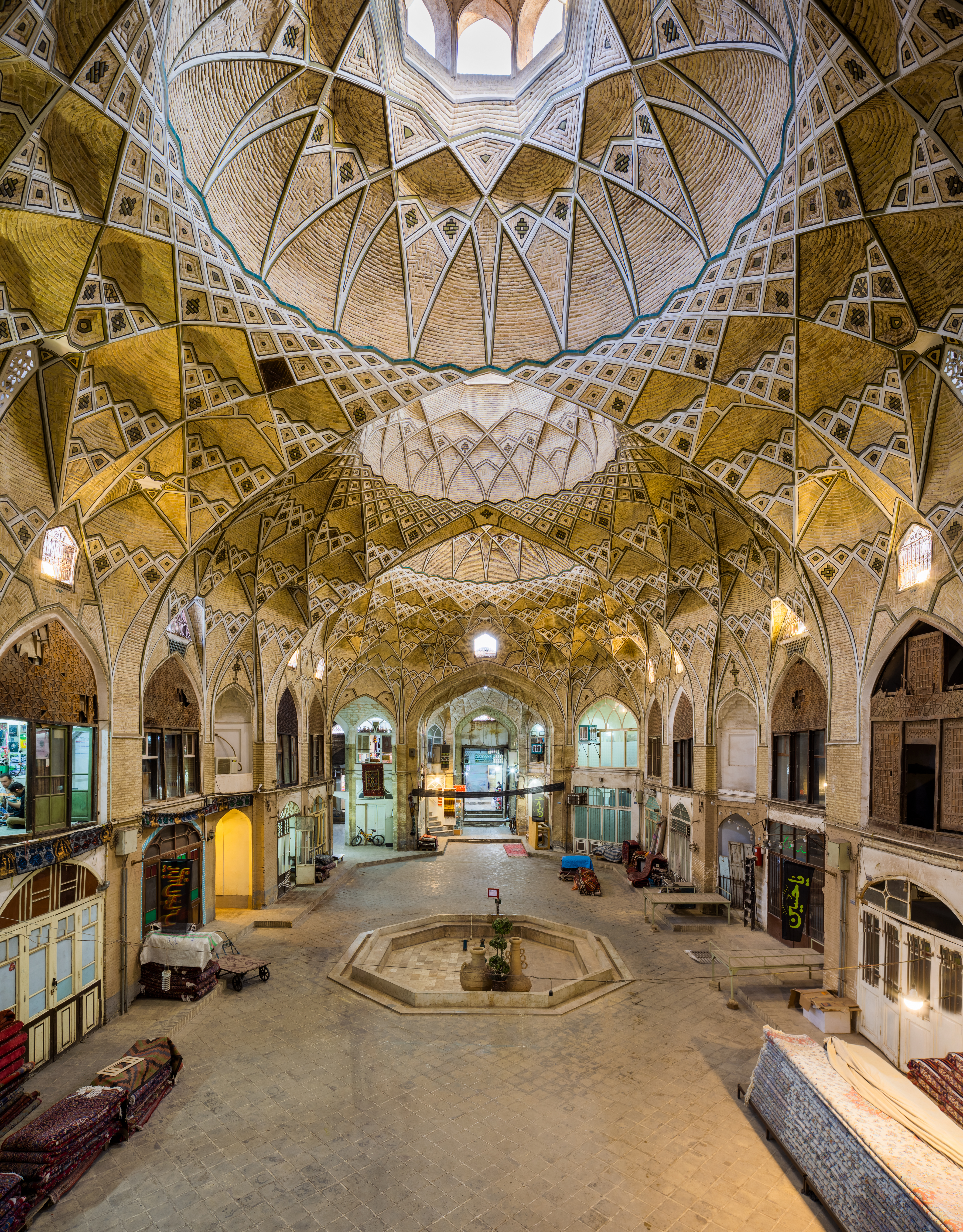
تیمچه بزرگ قم در بازار قدیمی شهر قم واقع شده‌است.
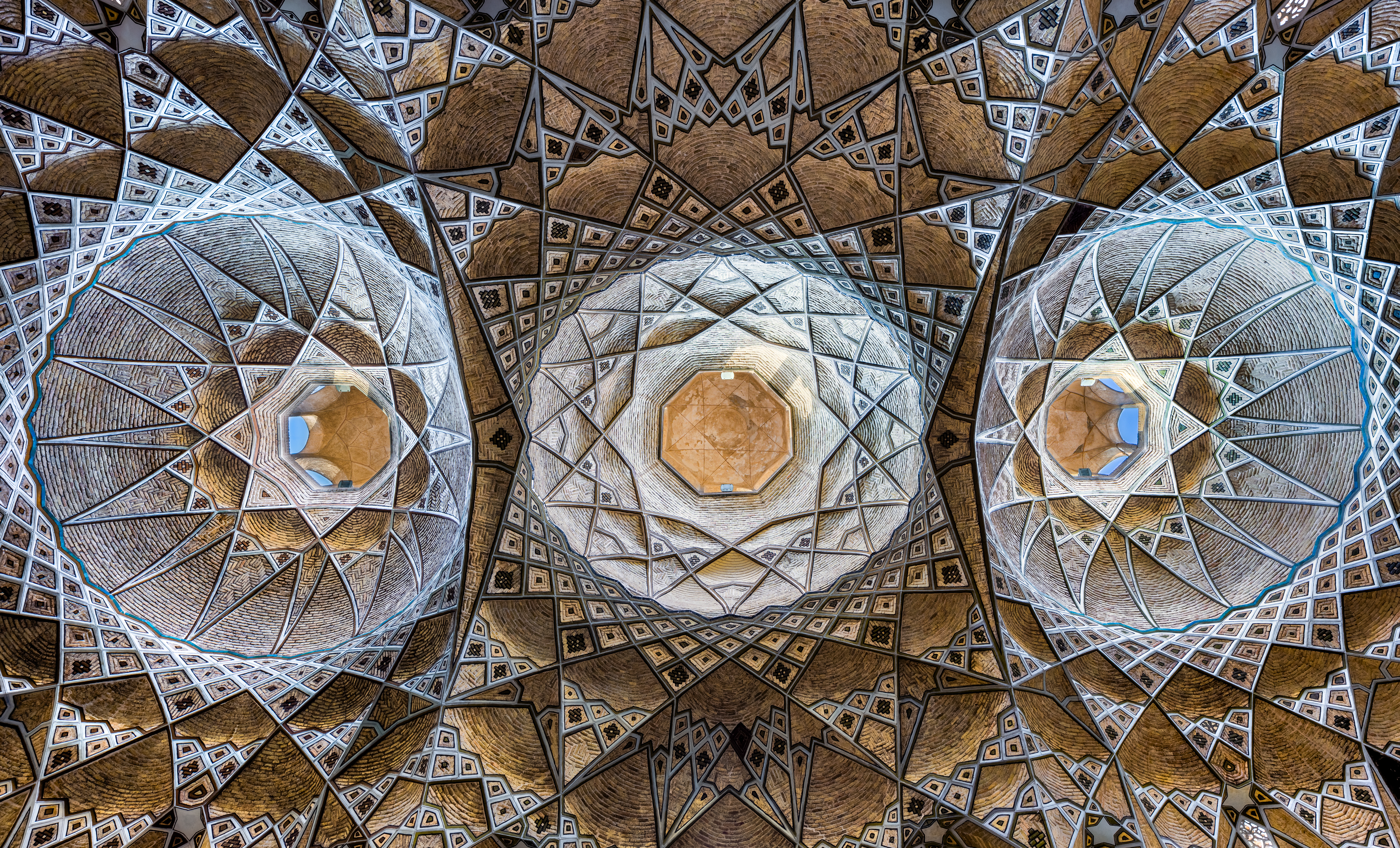
سقف تیمچه بزرگ قم که دارای بلندترین سقف طاق ضربی ایران می‌باشد.